# Real Madrid
Der Real Madrid Club de Fútbol [reˌalmaˈðrið ˌklubdeˈfuðβol], allgemein bekannt als Real Madrid, ist ein Fußballverein aus Madrid.
Real Madrid spielt in der ersten spanischen Liga, der Primera División, und ist in der gesamten Vereinsgeschichte noch nie abgestiegen. Ansonsten trifft dies nur auf Athletic Bilbao und den FC Barcelona zu. Real Madrid ist einer der berühmtesten Fußballvereine der Welt. Mit 15 Erfolgen im Europapokal der Landesmeister bzw. der UEFA Champions League, zwei UEFA-Pokal-Siegen sowie 15 weiteren internationalen Titeln ist der spanische Rekordmeister der erfolgreichste Verein Europas und der Welt. Real Madrid gewann von 1956 bis 1960 die ersten fünf Austragungen des Europapokals der Landesmeister und ist der einzige Verein, der seit Gründung der UEFA Champions League den Titel verteidigte. Die Verteidigung gelang sowohl 2017 als auch 2018, wodurch drei Titel in Folge eingefahren wurden. In Würdigung der einzigartigen Erfolgsgeschichte auf nationaler und internationaler Ebene wurde der Verein im Jahr 2000 vom Weltfußballverband FIFA als „Bester Fußballverein des 20. Jahrhunderts“ und 2020 bei den Globe Soccer Awards als „Bester Fußballverein des bisherigen Jahrhunderts“ ausgezeichnet.
Obwohl Real Madrid ursprünglich als Fußballverein gegründet wurde, besitzt der Klub auch eine Basketballsektion, die mit ihren acht Erfolgen im Europapokal der Landesmeister, drei in der EuroLeague, vier im Pokal der Pokalsieger und je einem im Korać-Cup und im ULEB Eurocup ebenfalls als erfolgreichster Verein Europas gilt.
Anders als die Mehrzahl der europäischen Spitzenklubs ist Real Madrid weder eine Kapitalgesellschaft noch im Besitz einer Privatperson. Der Verein gehört, ebenso wie Erzrivale FC Barcelona, Athletic Bilbao und der CA Osasuna, noch vollständig seinen 93.872 Vereinsmitgliedern (Socios). Die Anzahl der Mitgliedschaften ist dementsprechend durch die Statuten des Vereins begrenzt. Für eine offizielle Mitgliedschaft als Fan (Madridista) kann sich dagegen jeder registrieren. Die Zahl dieser beläuft sich aktuell auf über eine Million.

## Geschichte

### 1897 bis 1928 – Gründung und frühe Jahre

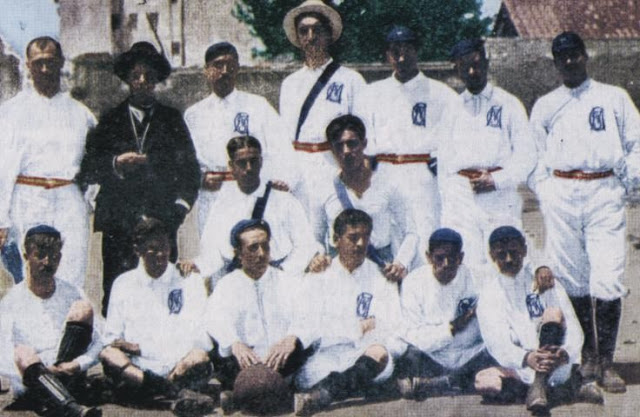
Madrid FC 1902

Ende des 19. Jahrhunderts begann sich der Fußballsport langsam auch in Spanien auszubreiten. In der Hauptstadt Madrid betrieb zunächst lediglich der kleine Verein Football Sky diese neue aus England kommende Sportart. Im Jahr 1897 verließ eine Gruppe von Spielern Football Sky und begann unter dem Namen Madrid Foot Ball Club Spiele auf Wiesen oder in Hinterhöfen zu organisieren. Die ersten Mitglieder waren u. a. José de Gorostizaga, Manuel Mendía, die Gebrüder Juan und Carlos Padrós, Adolfo Meléndez oder Antonio Neyra, sowie Julián Palacios. Doch erst fünf Jahre später, am 6. März 1902, ließen besagte Herren ihren Madrid Foot Ball Club amtlich als Verein registrieren. Dieser Tag gilt somit als das offizielle Gründungsdatum von Real Madrid. Erster Präsident des Vereins war Juan Padrós. Die Spielkleidung war weiß, die Stutzen schwarz und der Gürtel trug die spanischen Landesfarben rot und gelb. Mit Ausnahme der Saison 1925/26, während der man in Anlehnung an den Londoner Klub Corinthian FC eine schwarze Hose trug, blieb weiß die traditionelle Vereinsfarbe. Erster Trainer war der Brite Arthur Johnson. Im Januar 1904 fusionierte der Verein mit den madrilenischen Fußballmannschaften Moderno, Amicale (das großteils aus Franzosen bestand) und Moncloa. Als am 21. Mai 1904 in Paris die Fédération Internationale de Football Association (FIFA) gegründet wurde, war der Madrid F. C., nur zwei Jahre nach seiner Registrierung als Verein, bereits die offizielle Vertretung von Spanien.

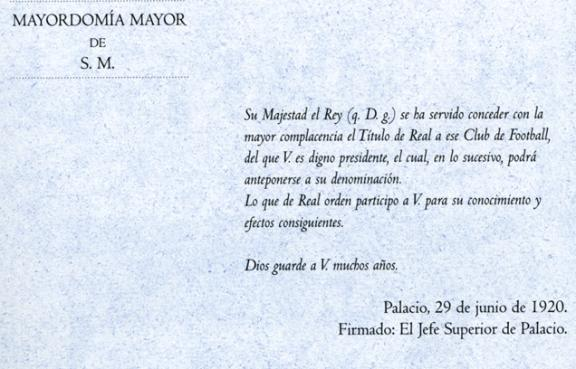
Königlicher Erlass vom 29. Juni 1920 zur Führung des Namenszusatzes „Real“

Am 16. April 1905, drei Jahre nach der Gründung, gab es auch schon den ersten großen Titel zu feiern. Im Finale der im Pokalformat ausgetragenen Copa del Rey, die zu diesem Zeitpunkt der einzige gesamtspanische Wettbewerb war, wurde Athletic Bilbao mit 3:0 bezwungen. Der Pokal wurde viermal in Folge erobert, weshalb der Verein auch der erste war, der das Originalexemplar dieser Trophäe behalten durfte. Auf diese anfänglichen Erfolge folgte allerdings eine sportliche Durststrecke, während der lediglich in der regionalen Meisterschaft Titel gefeiert wurden. 1912 bezog der Madrid F. C. an der O’Donnell-Straße das erste Stadion der Vereinsgeschichte. Im Jahre 1917 eroberte der Klub nach neunjähriger Pause erneut die Copa del Rey. War er im Jahr zuvor noch im Finale an Athletic Bilbao gescheitert, so besiegten die Madrilenen diesmal Arenas Club de Getxo mit 2:1. Star der Mannschaft war zu jener Zeit der französische Stürmer René Petit. Dies war zugleich der letzte Pokalgewinn vor Einführung der spanischen Meisterschaft 1928, denn 1918 und 1924 scheiterte sie jeweils im Finale an Real Unión de Irún. Am 29. Juni 1920 wurde dem Klub durch einen Erlass des spanischen Königs Alfons XIII. die Ehre zuteil, den Zusatz Real (span. für Königlich) in den Vereinsnamen aufnehmen zu dürfen. 1923 zog Real Madrid vom bereits zu klein geratenen O’Donnell-Stadion vorerst ins Ciudad Lineal Velodrom, und ein Jahr später ins wesentlich größere und vereinseigene Estadio de Chamartín.

### 1928 bis 1936 – Der Start der Liga und die erfolgreichen 1930er
| Saison  | Platzierung | Punkte |
| ------- | ----------- | ------ |
| 1928/29 | 2.          | 23:13  |
| 1929/30 | 5.          | 17:19  |
| 1930/31 | 6.          | 18:18  |
| 1931/32 | 1.          | 28:8   |
| 1932/33 | 1.          | 28:8   |
| 1933/34 | 2.          | 22:14  |
| 1934/35 | 2.          | 33:11  |
| 1935/36 | 2.          | 29:15  |

Die spanische Liga, die 1928 ins Leben gerufen worden war, wurde in der Saison 1931/32 erstmals gewonnen, aufgrund des während der Zweiten Spanischen Republik verhängten Verbots jeglicher monarchistischer Symbole allerdings wieder unter dem alten Namen Madrid FC. In dieser Saison, die eine 14-jährige Durststrecke beendete, ging kein einziges Spiel verloren und der größte Rivale der damaligen Zeit, Athletic Bilbao, wurde auf den zweiten Tabellenplatz verwiesen. Trainiert wurde Madrid FC damals vom Ungarn Lippo Hertzka, sportlicher Leiter war Santiago Bernabéu und die Stars im Kader waren das Abwehrtrio, bestehend aus den Innenverteidigern Jacinto Quincoces und Ciriaco Errasti sowie der Torhüterlegende Ricardo Zamora und den Flügelspielern Luis Regueiro und Jaime Lazcano. Im darauffolgenden Jahr wurde der Titel unter dem englischen Trainer Robert Firth erfolgreich verteidigt, erneut knapp vor Athletic Bilbao. Im Sturm glänzte in diesen Tagen Manuel Olivares, der zusammen mit dem Innenverteidigerpaar 1931 von Deportivo Alavés verpflichtet worden war. 1932/33 wurde er, mit 16 Treffern, Torschützenkönig der Liga. Ebenfalls eine wichtige Rolle spielte sein technisch versierter Offensivpartner Josep Samitier, der vom Erzrivalen FC Barcelona geholt wurde. In den folgenden Jahren wurden zwar in der Liga nur drei zweite Plätze erreicht, dafür gelang 1933/34 sowie 1935/36 jeweils der Pokalsieg.

### 1936 bis 1953 – Bürgerkrieg und Neuanfang
| Saison  | Platzierung | Punkte |
| ------- | ----------- | ------ |
| 1939/40 | 4.          | 25:19  |
| 1940/41 | 6.          | 24:20  |
| 1941/42 | 2.          | 33:19  |
| 1942/43 | 10.         | 25:27  |
| 1943/44 | 7.          | 28:24  |
| 1944/45 | 2.          | 38:14  |
| 1945/46 | 4.          | 31:21  |
| 1946/47 | 7.          | 27:25  |
| 1947/48 | 11.         | 21:31  |
| 1948/49 | 3.          | 34:18  |
| 1949/50 | 4.          | 31:21  |
| 1950/51 | 9.          | 31:29  |
| 1951/52 | 3.          | 38:22  |
| 1952/53 | 3.          | 39:21  |

Während des Spanischen Bürgerkriegs (1936–1939) wurde die gesamte Infrastruktur des Klubs zerstört und als Folge davon stand der Verein kurz vor der Auflösung. Die Tribünen des Estadio de Chamartín, in dem damals die Heimspiele ausgetragen wurden, wurden im umkämpften Madrid zu Feuerholz und das Klubbüro fiel den Bombenangriffen zum Opfer. Auch ein großer Teil des ehemaligen Kaders existierte nicht mehr, einige fielen im Krieg, andere verschwanden im Exil oder traten zurück. Übriggeblieben waren lediglich Antonio Bonet, Simón Lecue, Jacinto Quincoces sowie der Mexikaner José Ramón Sauto. Unter der Präsidentschaft des Gründungsmitgliedes Adolfo Meléndez und unter Mithilfe eines weiteren Vorstandsmitglieds vergangener Tage, Pedro Parages sowie einiger neuer Namen – unter ihnen der Ex-Spieler und Trainer Santiago Bernabéu – schaffte Real es wieder, auf die Beine zu kommen. Das gelang allerdings nicht von einem Tag auf den anderen; es dauerte ganze sieben Monate, ehe überhaupt wieder gespielt und ebenso viele Jahre, bis wieder ein Titel gefeiert werden konnte.

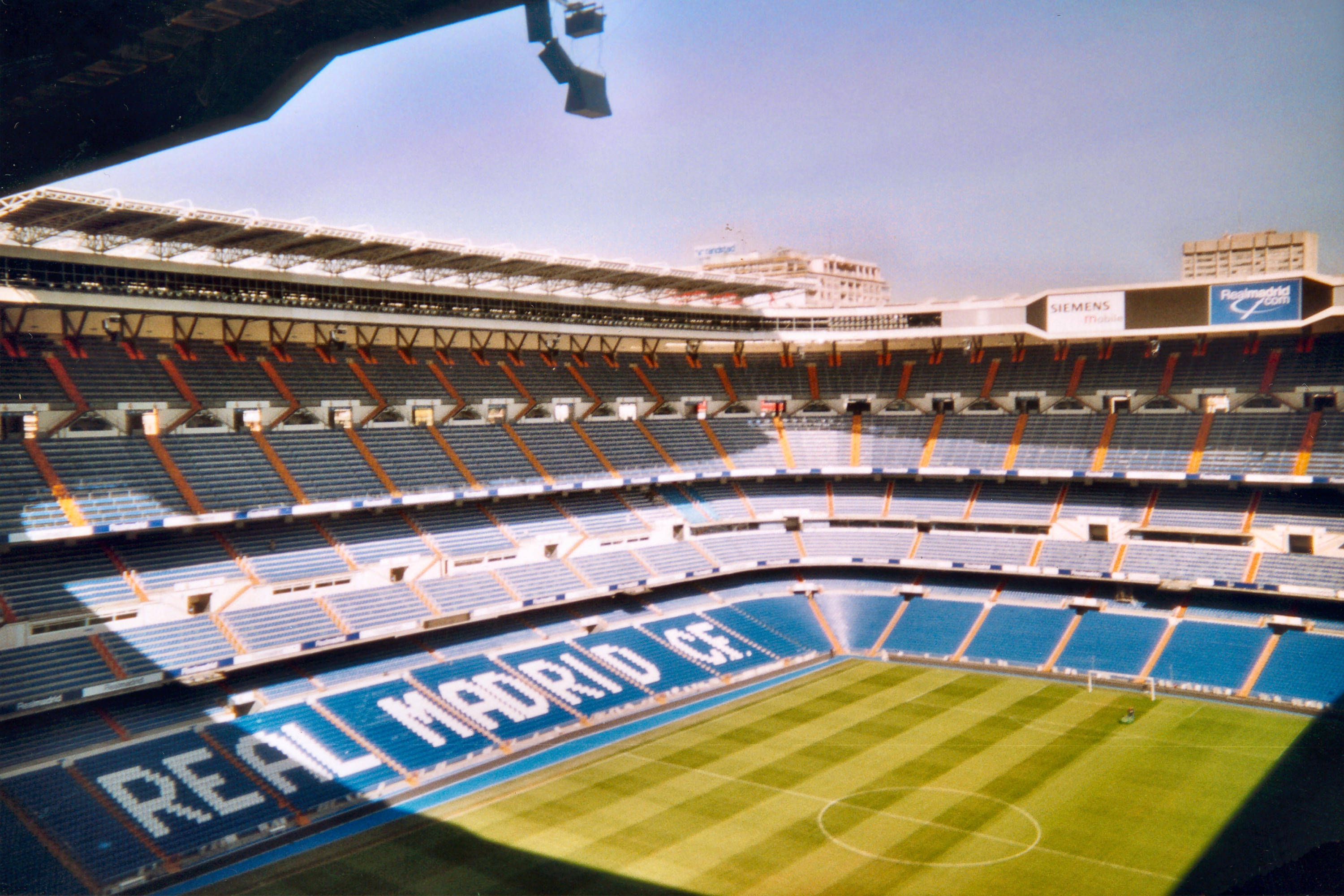
Estadio Santiago Bernabéu…

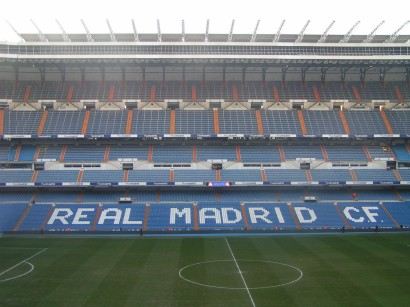
…das Heimstadion von Real Madrid

Der 15. September 1943 gilt als ein bedeutendes Datum in den Geschichtsbüchern des Klubs. An diesem Tag wurde Santiago Bernabéu zum Präsidenten gewählt. Sein erster Schritt war, mit der Errichtung eines neuen Stadions zu beginnen. Nur wenige Jahre nach Baubeginn hatte die neue Heimstätte Real Madrids, die heute seinen Namen trägt, bereits ein Fassungsvermögen von 120.000 Zuschauern und war damit das größte Fußballstadion der damaligen Zeit. Bernabéus Vorhaben brachte ihm zu jener Zeit viel Kritik ein, denn kaum einer konnte sich vorstellen, dass der Fußballsport solche Massen bewegen könnte. In der Presse wurde er u. a. als „verrückter Visionär“ bezeichnet und sein Bauvorhaben als „unausführbare Schimäre“; doch Bernabéu behielt recht. Sportlich hatte man zu jener Zeit noch mit den Folgen des Bürgerkrieges zu kämpfen. Während in der 1939/40 wiedergestarteten Liga der Stadtrivale Atlético Madrid (zu jener Zeit, unter dem Namen Atlético Aviación, offizieller Klub der Luftwaffe) sowie später der FC Barcelona dominierten, kämpfte Real Madrid mit schlechten Resultaten. 1942/43 erreichte der Verein lediglich den zehnten Tabellenrang und nach einem kurzen Aufbäumen, mit zwei Pokalsiegen 1946 und 1947, kämpfte er schließlich 1947/48 lange gegen den Abstieg, bevor letzten Endes nur der elfte Platz erreicht wurde, bis zum heutigen Tag die schlechteste Ligaplatzierung der Vereinsgeschichte. In den folgenden Jahren wurde allerdings von Präsident Bernabéu sukzessive ein neuer und schlagkräftiger Kader zusammengestellt. Neuverpflichtungen aus Spanien wie Miguel Muñoz, Luis Molowny, Juan Alonso oder Francisco Gento wurden mit Spielern aus der eigenen Jugend wie Enrique Mateos oder José María Zárraga und Legionären, teils aus Südamerika wie Alfredo Di Stéfano, Héctor Rial und José Santamaría, teils aus Europa, wie Raymond Kopa und Ferenc Puskás, ergänzt.

### 1953 bis 1964 – Das weiße Ballett
| Saison  | Platzierung | Punkte |
| ------- | ----------- | ------ |
| 1953/54 | 1.          | 40:20  |
| 1954/55 | 1.          | 46:14  |
| 1955/56 | 3.          | 38:22  |
| 1956/57 | 1.          | 44:16  |
| 1957/58 | 1.          | 45:15  |
| 1958/59 | 2.          | 47:13  |
| 1959/60 | 2.          | 46:14  |
| 1960/61 | 1.          | 52:8   |
| 1961/62 | 1.          | 43:17  |
| 1962/63 | 1.          | 49:11  |
| 1963/64 | 1.          | 46:14  |

Die Verpflichtung des Argentiniers Alfredo Di Stéfano im Jahre 1953 gilt als der Startschuss der wohl erfolgreichsten Epoche des Klubs. Gleich in seiner ersten Saison führte er Real Madrid zum ersten Meistertitel seit 21 Jahren. Der Mittelstürmer, der zugleich auch die Spielmacherrolle übernahm, wurde mit 27 Treffern Torschützenkönig und bildete in diesem Jahr zusammen mit seinem Landsmann Roque Olsen sowie Luis Molowny den gefürchteten Angriff der Madrilenen. Für die nächste Saison verpflichtete Real Madrid mit dem argentinischen Stürmer Héctor Rial, einer Empfehlung Di Stéfanos, sowie dem Außenstürmer und späteren Kapitän Francisco Gento zwei Spieler, die entscheidenden Anteil an der Titelverteidigung und den Erfolgen der darauffolgenden Jahre hatten. Das Team wurde nun dank der geschickten Transferaktivitäten Santiago Bernabéus Jahr für Jahr verstärkt und mit Raymond Kopa 1956 und Ferenc Puskás 1958 wurden zwei Weltstars für den Klub gewonnen. Vor allem Ferenc Puskás bildete mit Di Stéfano ein kongeniales Duo, das seinen Höhepunkt im Finale des Europapokals der Landesmeister 1960 erreichte, in dem beim 7:3-Sieg gegen Eintracht Frankfurt Di Stéfano drei und Puskás vier Tore erzielte.
Insgesamt eroberte Real Madrid in diesem Zeitraum acht spanische Meisterschaften sowie einen Pokalsieg. Die bedeutendsten Erfolge stellen aber die Titel im wichtigsten europäischen Fußballwettbewerb, dem damals neu gegründeten Europapokal der Landesmeister, dar, der beginnend mit seiner erstmaligen Austragung in der Saison 1955/1956 fünfmal in Serie gewonnen wurde. Die Mannschaft begeisterte mit ihrer spielerischen Dominanz ganz Fußballeuropa und wurde aufgrund der traditionell weißen Trikots und der technisch hochstehenden Spielweise, mit der sie regelrecht durch die gegnerischen Abwehrreihen „tanzte“, als das „weiße Ballett“ berühmt. Noch zwei weitere Male wurde das Finale des Europapokals erreicht, 1962 und 1964 verlor das inzwischen bereits in die Jahre gekommene Team aber gegen Benfica Lissabon und Inter Mailand.
Am 18. Mai 1963 wurde die Ciudad Deportiva (Sportstadt) eingeweiht, deren Bau sechs Jahre zuvor begonnen hatte. Das damals außerhalb der Stadt, auf der Verlängerung des Paseo de la Castellana, gelegene Gelände beherbergte neben diversen Fußballfeldern für Profis und Nachwuchs auch Schwimmbäder, Tennisplätze, eine gedeckte Kunsteisbahn sowie diverse Klubgebäude. 1966 kam schließlich die Basketballarena Pabellón Raimundo Saporta hinzu. Ein Sportkomplex dieser Dimension war zu dieser Zeit ein Novum für einen Fußballverein.

### 1964 bis 1966 – El Madrid ye-yé
| Saison  | Platzierung | Punkte |
| ------- | ----------- | ------ |
| 1964/65 | 1.          | 47:13  |
| 1965/66 | 2.          | 43:17  |

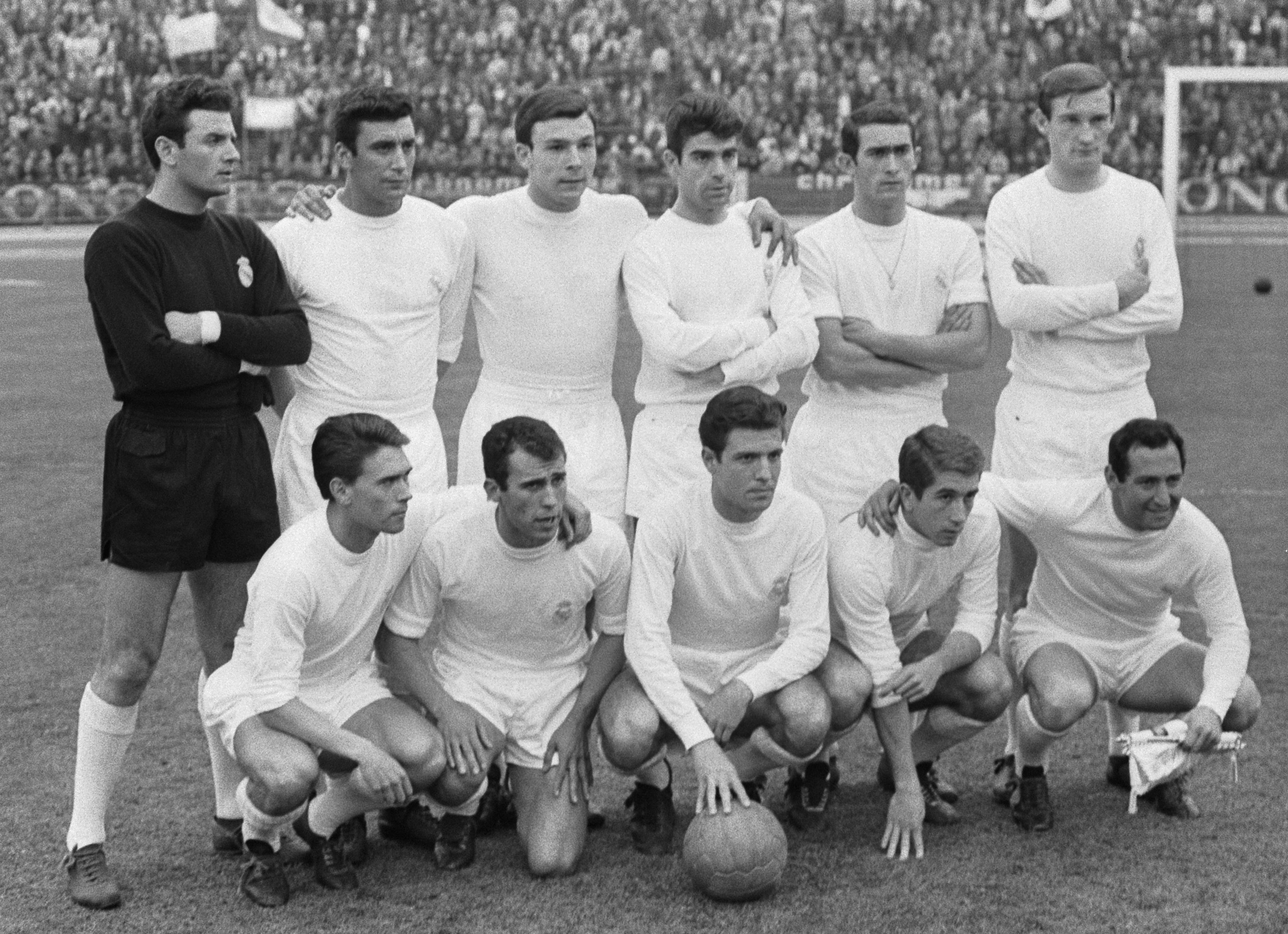
Madrid ye-yé vor dem Endspiel des Europapokals der Landesmeister 1965/66

Nach dem verlorenen Finale im Europapokal der Landesmeister 1963/64 begann Trainer Miguel Muñoz, bis 1958 selbst Spieler und Kapitän der Mannschaft, eine Umstrukturierung und Verjüngung des Teams. Stars wie Raymond Kopa oder Héctor Rial hatten den Klub bereits verlassen bzw. waren abgegeben worden. Nun wurde auch der große Alfredo Di Stéfano, zu diesem Zeitpunkt bereits 38 Jahre alt, aus der Mannschaft genommen. Ferenc Puskás blieb zwar noch, stand mit einem Alter von 37 Jahren aber schon vor dem Ende seiner aktiven Karriere. Die Lücken wurden mit jungen und begabten spanischen Spielern aufgefüllt, und so erkämpften sich beispielsweise die Zukäufe Amancio, Ignacio Zoco, Pirri, Manuel Sanchís oder die aus der eigenen Jugend stammenden Manuel Velázquez und Ramón Grosso einen Platz im Team. Prompt gelang die Titelverteidigung in der spanischen Meisterschaft und 1966 schließlich der Gewinn des Europapokals der Landesmeister zum sechsten Mal. Das damals sehr junge Team (dessen Spitzname el Madrid ye-yé vom Refrain des Beatles-Songs She Loves You (Yeah, Yeah, Yeah) stammte) bestand ausschließlich aus Spielern spanischer Herkunft; vom Starensemble der 1950er und frühen 1960er Jahre war nur Francisco Gento in der Mannschaft verblieben, der damit über 58 Jahre als einziger Spieler überhaupt sechsmal die europäische Königsklasse gewann. Im Champions-League-Finale 2024 zogen Toni Kroos, Luka Modric, Nacho Fernandez und Dani Carvajal mit ihrem sechsten Titel gleich.

### 1966 bis 1984 – Europäische Durststrecke
| Saison  | Platzierung | Punkte |
| ------- | ----------- | ------ |
| 1966/67 | 1.          | 47:13  |
| 1967/68 | 1.          | 42:18  |
| 1968/69 | 1.          | 47:13  |
| 1969/70 | 5.          | 35:25  |
| 1970/71 | 4.          | 41:19  |
| 1971/72 | 1.          | 47:21  |
| 1972/73 | 4.          | 43:25  |
| 1973/74 | 8.          | 34:34  |
| 1974/75 | 1.          | 50:18  |
| 1975/76 | 1.          | 48:20  |
| 1976/77 | 9.          | 34:34  |
| 1977/78 | 1.          | 47:21  |
| 1978/79 | 1.          | 47:21  |
| 1979/80 | 1.          | 53:15  |
| 1980/81 | 2.          | 45:23  |
| 1981/82 | 3.          | 44:24  |
| 1982/83 | 2.          | 49:19  |
| 1983/84 | 2.          | 49:19  |

Der nächste internationale Titel ließ lange auf sich warten. 1970/71 fehlte Real Madrid nach 15 Jahren als einziger Dauergast erstmals im höchsten Europapokal – zuvor war der Verein entweder durch zeitlich passende Meistertitel oder als Titelverteidiger stets qualifiziert gewesen, vor der Erweiterung der Qualifikationsplätze in den 1990ern eine einmalige Serie. Damit nahm der Verein aber immerhin zum ersten Mal am zweithöchsten Wettbewerb, dem Europapokal der Pokalsieger, teil und erreichte auf Anhieb das Endspiel: Nach einem 1:1 im ersten Finalspiel verlor er das damals bei Unentschieden übliche Wiederholungsspiel mit 1:2 gegen den FC Chelsea. Zehn Jahre später, 1981, drangen die Madrilenen mit einer kompakten Mannschaft ohne große Namen erstmals seit der Gründungszeit des Europapokals wieder bis in das Finale des Meisterpokals vor, das damals als Madrid de los Garcías bekannte Team (sechs Spieler des Kaders trugen den Nachnamen García) scheiterte aber mit 0:1 am damals dominierenden Verein Europas, dem FC Liverpool. 1983 verlor Real Madrid zum zweiten Mal ein Finale im Europapokal der Pokalsieger, Endspielgegner war der von Alex Ferguson trainierte FC Aberdeen. National lief es in jener Epoche aber wesentlich besser, so gewann der Klub, angeführt von Pirri, Amancio, Zoco, Grosso oder Velazquéz, zwischen 1967 und 1969 drei Meistertitel in Folge, sowie eine weitere Meisterschaft in der Saison 1971/72. Nach einem enttäuschenden achten Ligaplatz in der Saison 1973/74 endete die Ära Miguel Muñoz und der Montenegriner Miljan Miljanić übernahm das Traineramt. Berühmt wurde der von Roter Stern Belgrad geholte Miljanić vor allem durch ein intensives physisches und konditionelles Trainingsprogramm, wie man es zu jener Zeit im spanischen Fußball nicht kannte. Unter ihm eroberte die Mannschaft, angeführt von Spielern wie den Deutschen Günter Netzer und Paul Breitner sowie Torhüter Miguel Ángel, Stürmer Santillana und die aus der eigenen Jugend stammenden Vicente del Bosque, Gregorio Benito, José Antonio Camacho und Mariano García Remón in der ersten Saison die Meisterschaft und den Pokal. Im folgenden Jahr gelang Real Madrid die erfolgreiche Titelverteidigung. Die schwache Saison 1976/77, in der Real Madrid nur den neunten Tabellenrang erreichte, bedeutete allerdings das Ende der Ära Miljanić. Zwischen 1978 und 1980 holte die Mannschaft erneut drei Meisterschaften in Folge, im Sturm bestachen zu jener Zeit Santillana und Juanito und im Mittelfeld zogen der Deutsche Uli Stielike sowie Vicente del Bosque die Fäden, während in der Defensive der junge Camacho, Gregorio Benito sowie der routinierte Pirri glänzten. Die ersten beiden Ligatitel wurden unter dem Trainer Luis Molowny gewonnen, während der Serbe Vujadin Boškov in der Saison 1979/80 das Double bestehend aus Liga und Pokal eroberte.
Am 2. Juni 1978 verstarb Präsident Santiago Bernabéu im Alter von 82 Jahren. Während seiner 35-jährigen Amtszeit gewann der Klub insgesamt einen Weltpokal, sechs Europapokale der Meister, 16 spanische Meistertitel sowie sechs Pokale, was ihn über 46 Jahre zum erfolgreichsten Präsidenten der Klubgeschichte machte. Florentino Pérez überholte nach der spanischen Meisterschaft 2024 Bernabeu als erfolgreichsten Klubpräsidenten. Neben dem Wiederaufbau des Klubs war Santiago Bernabéu auch aktiv an der Gründung der europäischen Wettbewerbe beteiligt, weshalb er im Jahr 2002 posthum den FIFA-Verdienstorden erhielt.

### 1984 bis 1990 – La Quinta del Buitre
| Saison  | Platzierung | Punkte |
| ------- | ----------- | ------ |
| 1984/85 | 5.          | 36:32  |
| 1985/86 | 1.          | 56:12  |
| 1986/87 | 1.          | 66:22  |
| 1987/88 | 1.          | 62:14  |
| 1988/89 | 1.          | 62:14  |
| 1989/90 | 1.          | 62:14  |

Mit den UEFA-Cup-Siegen 1985 und 1986 beendete der Verein seine Durststrecke im internationalen Geschäft und feierte wieder Titel. Hauptverantwortlich dafür war die legendäre Quinta del Buitre. Der Name bezog sich auf fünf Spieler desselben Jahrgangs aus der eigenen Nachwuchsabteilung, die 1983/84 in den Profikader übernommen wurden und bis in die frühen 1990er Jahre die Erfolgsgeschichte des Vereins fortschreiben sollten: Emilio Butragueño, genannt „El Buitre“ (spanisch für Geier), Míchel, Manolo Sanchís, Martin Vázquez und Miguel Pardeza. Europa wurde zu dieser Zeit besonders durch beeindruckende Aufholjagden im Bernabéu Stadion aufmerksam, jeweils nach schweren Niederlagen in den Hinspielen. Erwähnt seien das 6:1 gegen RSC Anderlecht und das 3:0 gegen Inter Mailand in der Saison 1984/85 sowie ein 4:0 gegen Borussia Mönchengladbach und ein 5:1 gegen Inter Mailand eine Saison später. National eroberte Real zwischen 1986 und 1990 fünfmal in Folge die Meisterschaft. Neben der „Quinta del Buitre“ prägten Spieler wie Hugo Sánchez, Jorge Valdano, Santillana, Juanito sowie die ebenfalls aus dem eigenen Nachwuchs stammenden José Antonio Camacho, Chendo und Ricardo Gallego das Mannschaftsbild.

### 1990 bis 1997 – Barcelona übernimmt das Kommando
| Saison  | Platzierung | Punkte |
| ------- | ----------- | ------ |
| 1990/91 | 3.          | 46:30  |
| 1991/92 | 2.          | 54:22  |
| 1992/93 | 2.          | 57:19  |
| 1993/94 | 4.          | 45:31  |
| 1994/95 | 1.          | 55:21  |
| 1995/96 | 6.          | 70     |
| 1996/97 | 1.          | 92     |

In den 1990er Jahren verlor Real Madrid zunächst sowohl national wie auch international an Boden und in Spanien übernahm der Erzrivale, FC Barcelona, die Vorherrschaft. Unter Trainer Johan Cruyff und seinem als „Dream Team“ getauften Kader gelangen den Katalanen gleich vier Meistertitel in Folge. Besonders bitter für Real Madrid waren allerdings die Saisons 1991/92 und 1992/93, als jeweils am letzten Spieltag durch Auswärtsniederlagen gegen CD Teneriffa der Meistertitel verlorenging. Bis heute gilt die Kanareninsel für die Madridistas als verflucht. Der Bann wurde erst 1994/95 gebrochen, als das von Jorge Valdano trainierte Team, unter der Führung von Stars wie Raúl, Iván Zamorano, Fernando Redondo oder Michael Laudrup, die Siegesserie von Cruyffs FC Barcelona durchbrach. Die Freude währte nicht lange, denn im darauf folgenden Jahr erreichten die Madrilenen nur den enttäuschenden sechsten Tabellenrang und qualifizierten sich damit nicht einmal für den UEFA-Pokal. Nach einem von Fabio Capello angeordneten totalen Kaderumbau im Sommer 1996 und der Ankunft von Spielern wie Roberto Carlos, Predrag Mijatović, Christian Panucci, Bodo Illgner oder Clarence Seedorf folgte ein weiterer Meistertitel.

### 1997 bis 2003 – Rückkehr auf Europas Thron
| Saison  | Platzierung | Punkte |
| ------- | ----------- | ------ |
| 1997/98 | 4.          | 63     |
| 1998/99 | 2.          | 68     |
| 1999/00 | 5.          | 62     |
| 2000/01 | 1.          | 80     |
| 2001/02 | 3.          | 66     |
| 2002/03 | 1.          | 78     |

1998 gelang unter dem Trainer Jupp Heynckes die Rückkehr an die oberste europäische Spitze durch einen Sieg im Finale der Champions League über den damaligen Favoriten, Juventus Turin, mit 1:0 und damit nach etwa dreißig Jahren zum siebten Mal ein Gewinn in der europäischen Königsklasse. Kurios war in dieser Saison der „Torfall von Madrid“ im CL-Halbfinale gegen Borussia Dortmund, der hohen Bekanntheitsgrad erreichte.
Trotz einer schwachen Meisterschaft 1999/2000 mit lediglich dem fünften Rang wiederholte Real Madrid in der Champions League den Erfolg, mit einem Finalsieg gegen Valencia. Im Sommer 2000 gewann der spanische Bauunternehmer Florentino Pérez überraschend die Präsidentschaftswahlen, neben der wirtschaftlichen Sanierung des Klubs war der Kauf des Portugiesen Luís Figo, vom Erzrivalen FC Barcelona, eines seiner Wahlversprechen. Gleich in der ersten Saison gelang der Gewinn der spanischen Meisterschaft, und 2001/02 eroberte Real Madrid schließlich, im Jahr des 100. Jubiläums seit Klubgründung, zum insgesamt neunten Mal die UEFA Champions League durch einen Finalsieg gegen Bayer Leverkusen. Mann des Spieles war der Neuzugang Zinédine Zidane, der den 2:1-Endstand durch einen sehenswerten Volleyschuss erzielte. Gleichzeitig ging vor eigenem Publikum die Copa del Rey im Finale gegen Deportivo La Coruña mit 1:2 verloren. Nach der Verpflichtung des brasilianischen Stürmers Ronaldo gelang der Gewinn der spanischen Meisterschaft 2002/03. Außerdem wurde in jener Epoche zwei Weltpokale (1998 u. 2002) ein UEFA Super Cup (2002) und zwei spanische Superpokale (2001 und 2003) erobert, wodurch es sich um einen der erfolgreichsten Zyklen des Klubs handelte. Die große Anzahl an Stars im Kader führte dazu, dass das Team von der Presse Die Galaktischen (spanisch Los Galácticos) getauft wurde.

### 2003 bis 2009 – Das Ende der Galaktischen
| Saison  | Platzierung | Punkte |
| ------- | ----------- | ------ |
| 2003/04 | 4.          | 70     |
| 2004/05 | 2.          | 80     |
| 2005/06 | 2.          | 70     |
| 2006/07 | 1.          | 76     |
| 2007/08 | 1.          | 85     |
| 2008/09 | 2.          | 78     |

Im Sommer 2003 wurde der Vertrag mit Erfolgstrainer Vicente del Bosque nicht verlängert. Einige bedeutende Spieler wie Kapitän Fernando Hierro, Claude Makélélé und Fernando Morientes verließen den Klub. Außer dem englischen Fußballstar David Beckham wurde kein weiterer Spieler verpflichtet. Das Amt des Cheftrainers übernahm Carlos Queiroz, bis dahin Assistenztrainer bei Manchester United. Zunächst startete Real Madrid gut in die Saison, gewann den spanischen Supercup, hielt lange die Führung in der Liga und erreichte relativ mühelos das Viertelfinale der Champions League. Die Niederlage im spanischen Pokalfinale am 17. März 2004 gegen Real Saragossa führte allerdings zu einem abrupten Formtief. Das Viertelfinalspiel der Champions League 2003/04 ging gegen den späteren Finalisten AS Monaco überraschend verloren, und auch in der Meisterschaft erlebte das Team einen Absturz auf den vierten Platz. Kritiker nannten vor allem den knapp bemessenen und qualitativ unausgeglichenen Kader als Grund für das schlechte Abschneiden des Klubs. Zahlreiche Trainer wie José Antonio Camacho, Mariano García Remón, Vanderlei Luxemburgo oder Juan Ramón López Caro versuchten daraufhin den Verein auf die Siegesstraße zurückzuführen, doch sowohl in der Saison 2004/05 als auch 2005/06 wurde lediglich der zweite Platz in der Liga erreicht, jeweils hinter dem Erzrivalen FC Barcelona. Die sportliche Krise führte am 27. Februar 2006 zum überraschenden Rücktritt des amtierenden Präsidenten Florentino Pérez, was letzten Endes Neuwahlen im darauf folgenden Sommer nach sich zog.
Diese gewann der Rechtsanwalt Ramón Calderón. Die Wahl war wegen der Annullierung der 10.500 per Briefwahl abgegebenen Stimmen äußerst umstritten. Unter den Trainern Fabio Capello und dem Deutschen Bernd Schuster wurden zwar 2006/07 sowie 2007/08 zwei Meisterschaften in Folge gewonnen, doch schieden die Madrilenen beide Male im Achtelfinale der Champions League und des Pokals aus. Nach einer schwachen ersten Saisonhälfte 2008/09 wurde Schuster im Dezember 2008 entlassen und Juande Ramos als neuer Trainer eingestellt. Am 16. Januar 2009 erklärte Präsident Ramón Calderón, der im Verdacht stand, eine Delegiertenversammlung des Vereins manipuliert zu haben, seinen Rücktritt, sein Amt übernahm Vizepräsident Vicente Boluda, der seinerseits vorgezogene Wahlen für das Saisonende 2008/09 ankündigte.

### Seit 2009 – La Décima und fünf weitere Champions-League-Triumphe
| Saison  | Platzierung | Punkte |
| ------- | ----------- | ------ |
| 2009/10 | 2.          | 096    |
| 2010/11 | 2.          | 092    |
| 2011/12 | 1.          | 100    |
| 2012/13 | 2.          | 085    |
| 2013/14 | 3.          | 087    |
| 2014/15 | 2.          | 092    |
| 2015/16 | 2.          | 090    |
| 2016/17 | 1.          | 093    |
| 2017/18 | 3.          | 076    |
| 2018/19 | 3.          | 068    |
| 2019/20 | 1.          | 087    |
| 2020/21 | 2.          | 084    |
| 2021/22 | 1.          | 086    |
| 2022/23 | 2.          | 078    |
| 2023/24 | 1.          | 095    |
| 2024/25 | 2.          | 084    |

| Navas Marcelo Ramos Varane Carvajal Casemiro Modrić Kroos Ronaldo Benzema Bale / Isco Trainer: Zidane |
| Häufigste Startaufstellung von Real Madrid in den Champions-League-Finalspielen 2014–2018             |

Leistungen des Real Madrid Club de Fútbol in der Liga 1929-heute

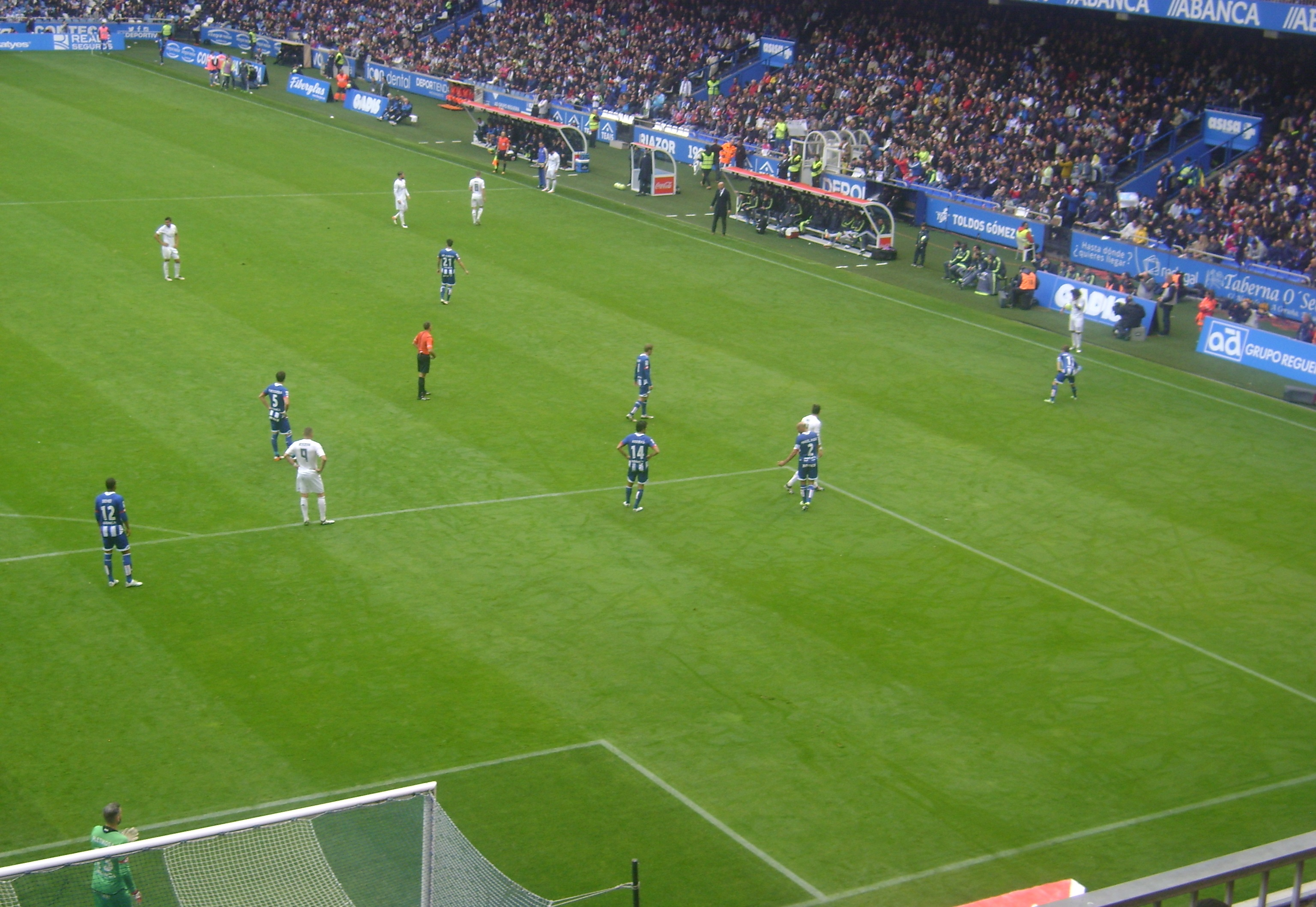
Deportivo de La Coruña vs. Real Madrid.

Am 1. Juni 2009 wurde Florentino Pérez drei Jahre nach dem Ende seiner ersten Amtszeit zum zweiten Mal Präsident des Vereins. Er holte umgehend die ersten Bausteine für die zweite Generation der „Galaktischen“ nach Madrid. Höhepunkt der Transferbemühungen war die 94 Millionen Euro teure Rekordverpflichtung von Cristiano Ronaldo, der in den folgenden Jahren zahlreiche Vereinsrekorde brach. Des Weiteren wurden u. a. Kaká, Karim Benzema, Xabi Alonso und Álvaro Arbeloa unter Vertrag genommen. Aufgrund der Vielzahl an Neueinkäufen trennte man sich in der Folge von zahlreichen Spielern. Neuer Trainer wurde der Chilene Manuel Pellegrini.
Unter Pellegrini blamierte sich der Verein in der Copa del Rey 2009/10 durch das Ausscheiden gegen den Drittligisten AD Alcorcón. In der Liga sammelte der Verein 96 Punkte, unterlag im Titelkampf jedoch trotz dieses Klubrekordes dem Rivalen aus Barcelona. Nachdem er auch in der UEFA Champions League einmal mehr im Achtelfinale gescheitert war, wurde Pellegrini am Saisonende entlassen und zur Saison 2010/11 durch José Mourinho ersetzt. In dessen dreijähriger Amtszeit gelang es, dem FC Barcelona wieder Konkurrenz zu machen. Während der erste Clásico unter seiner Leitung noch mit 0:5 verloren ging, führte er Real Madrid gegen die Katalanen zum ersten Pokalsieg seit 1993 und in der Saison 2011/12 mit einem neuen Punkt- und Torrekord zum 32. Meistertitel. Ferner rehabilitierten sich die Madrilenen unter Mourinho international und erreichten dreimal in Folge das Halbfinale der Champions League, in der sie zuvor sechsmal hintereinander im Achtelfinale ausgeschieden war. Trotz der Erfolge war Mourinho in Madrid aufgrund zahlreicher Kontroversen nie unumstritten. Nachdem seine Mannschaft in der Saison 2012/13 nur den Supercup gewonnen, einmal mehr das Finale der Champions League verpasst und das Pokalendspiel gegen den Lokalrivalen Atlético Madrid verloren hatte, wurde Mourinhos Vertrag zum Saisonende einvernehmlich aufgelöst.
Zur Saison 2013/14 trat der Italiener Carlo Ancelotti die Nachfolge Mourinhos an. Nach den Transfers von Gareth Bale und Isco gelang gegen den FC Barcelona ein weiterer Pokalsieg. Darüber hinaus gewann der Verein unter Ancelotti nach zwölf Jahren Wartezeit und einem 4:1-Finalsieg nach Verlängerung gegen den Stadtrivalen Atlético die „Décima“, den zehnten Champions-League-Titel der Vereinsgeschichte. Nachdem in der Saison 2014/15 wichtige Titel verpasst worden waren, wurde Ancelotti freigestellt. Sein Nachfolger, der Spanier Rafael Benítez, blieb nach enttäuschenden Ergebnissen in Liga und Pokal nur ein halbes Jahr im Amt und wurde im Januar 2016 durch Zinédine Zidane ersetzt, der zuvor lediglich als Co-Trainer von Ancelotti und Cheftrainer der B-Mannschaft Erfahrungen gesammelt hatte. Zidanes zweieinhalbjährige Amtszeit erwies sich als erfolgreich: Real Madrid gewann nach Finalsiegen gegen Atlético Madrid, Juventus Turin und den FC Liverpool zwischen 2016 und 2018 dreimal in Folge die UEFA Champions League, ein Kunststück, das zuletzt über 40 Jahre zuvor Bayern München (1974–1976) im Europapokal der Landesmeister gelungen war. Darüber hinaus gewann der Verein unter Zidane einen Meistertitel, eine Supercopa sowie je zweimal die FIFA-Klub-WM und den UEFA Super Cup. Dabei blieben die Madrilenen in der Saison 2016/17 insgesamt 40 Spiele in Folge ungeschlagen.
Am Ende der Saison 2017/18 trat Zidane wenige Tage nach dem erneuten Champions-League-Titel als Cheftrainer zurück. Sein Nachfolger wurde Julen Lopetegui, zuletzt Trainer der spanischen Nationalmannschaft. Ebenso Abschied nahm in der Sommerpause Cristiano Ronaldo, der nach neun Jahren Vereinszugehörigkeit, 438 Pflichtspielen und 450 Toren als Rekordtorjäger der Madrilenen zu Juventus Turin wechselte. Als sich die Mannschaft nach zehn Spieltagen infolge einer 1:5-Clásico-Niederlage im Mittelfeld der Tabelle wiederfand, wurde Lopetegui entlassen und durch Santiago Solari ersetzt. Unter Solari stabilisierte sich die Mannschaft zunächst und gewann die Klub-Weltmeisterschaft. Nach dem Achtelfinalaus in der Champions League, dem zwei Rekordheimniederlagen vorausgegangen waren, sowie weiteren Clásico-Niederlagen im Pokalhalbfinale und der Ligarückrunde, waren aber bereits Anfang März alle Titelchancen verspielt. Daraufhin kehrte Zinédine Zidane am 12. März 2019 als Cheftrainer zurück. Er führte den Klub in der Saison 2019/20 zum 34. Meistertitel, ehe er nach einer titellosen Spielzeit 2020/21 abermals zurücktrat.
Zur Saison 2021/22 wurde Carlo Ancelotti zum zweiten Mal Cheftrainer der Madrilenen. Seine Mannschaft wurde mit 13 Punkten Vorsprung komfortabel spanischer Meister und gewann wie in seiner ersten Amtszeit auf Anhieb die Champions League. Dem Titelgewinn in der Champions-League ging ein spektakulärer Weg mit drei Aufholjagden gegen Paris Saint-Germain, FC Chelsea und Manchester City voraus. Besonders im Halbfinal-Rückspiel gegen Manchester City zeigte Real Madrid eine beinahe wundersame Leistung: Durch zwei Treffer von Rodrygo in der 90. und 91. Minute glichen sie einen 3:5-Rückstand aus und zogen schließlich in der Verlängerung dank eines Tores von Karim Benzema ins Finale ein. Im Finale gegen Liverpool setzten sich die Madrilenen mit dem Treffer von Vinícius Júnior 1:0 durch und krönten eine einzigartige Champions-League-Saison.
In der Saison 2023/24 gewann die Mannschaft unter Ancelotti – wie bereits 2 Jahre zuvor – das Europäische Double aus Meisterschaft und Champions League. Carvajal, Nacho, Kroos und Luka Modrić schlossen damit zu Francisco Gento, der in den 50er und 60er Jahren den Europapokal der Landesmeister gewonnen hatte, auf und sind gemeinsam mit 6 Titeln Rekordsieger des Wettbewerbs.

## Name und Begrifflichkeit

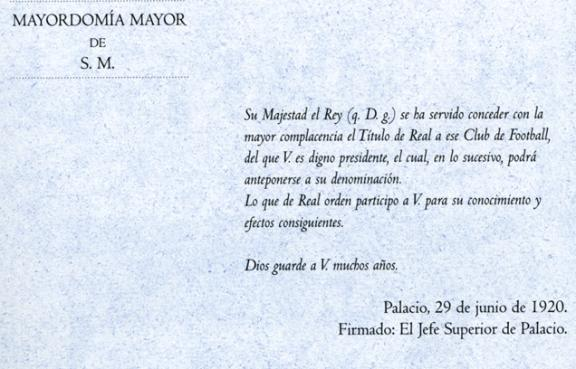
Schreiben des spanischen Königshauses vom 29. Juni 1920 zur Verleihung des Titels „Real“ (für „königlich“)

Im deutschsprachigen Raum werden für Real Madrid oft die Synonyme „Real“ oder „Die Königlichen“ verwendet, obwohl weder das eine noch das andere im Heimatland des Klubs üblich ist. In Spanien sind zahlreiche Institutionen durch einen Erlass des Königshauses mit dem Zusatz „Real“ (spanisch für königlich) versehen, nicht zuletzt auch mehrere Vereine der Primera División. So gilt „La Real“ in der Regel für den baskischen Verein Real Sociedad. Korrekt und gängig ist „El Real Madrid“ oder die Kurzform „El Madrid“.
Im Laufe der Geschichte wechselte der Verein dreimal seinen Namen. Am 29. Juni 1920 verlieh König Alfons XIII. dem Verein den Titel Real (deutsch: königlich). Im Jahr 1931 wurde dieser Namenszusatz aufgrund des Verbots monarchistischer Symbole während der Zweiten Spanischen Republik wieder aus dem Namen entfernt. Seit 1941 trägt der Verein die aktuelle Bezeichnung Real Madrid Club de Fútbol.
| Zeitraum  | Name                       |
| --------- | -------------------------- |
| 1902–1920 | Madrid Foot-Ball Club      |
| 1920–1931 | Real Madrid Foot-Ball Club |
| 1931–1941 | Madrid Foot-Ball Club      |
| seit 1941 | Real Madrid Club de Fútbol |

## Vereinswappen

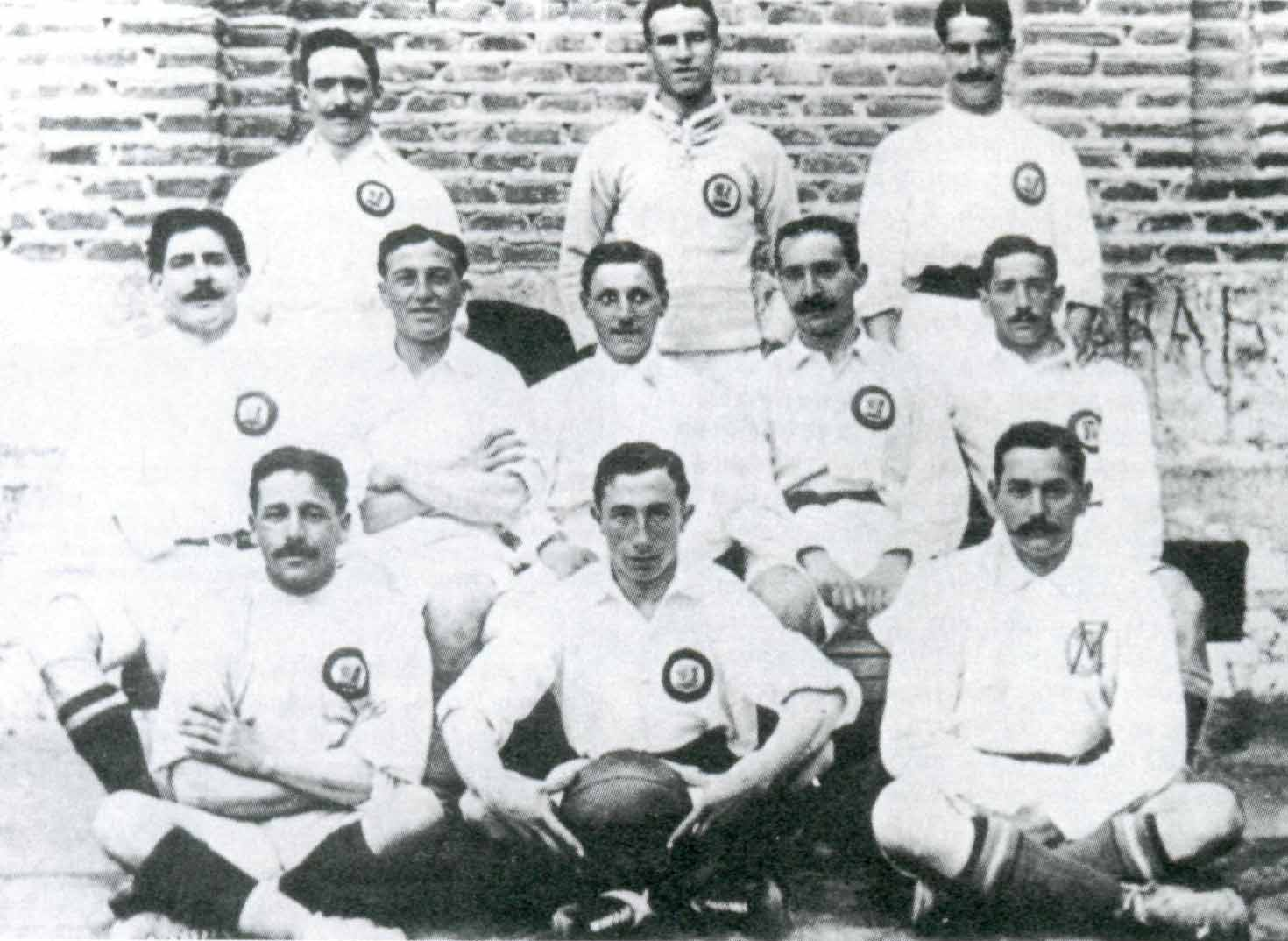
Spieler von Madrid FC (1905/06) mit dem Stadtwappen sowie dem Vereinsemblem (rechts unten)

In der Entwicklung des Wappens von Real Madrid spiegelt sich nicht nur die eigene, sondern auch die bewegte Geschichte Spaniens im 20. Jahrhundert wider.
Das erste Emblem des Klubs waren die Initialen MFC, die für Madrid Football-Club standen, in dunkelblauer Farbe. Zu jener Zeit war es üblich, bei offiziellen Spielen das Wappen der Stadt zu tragen, weshalb sich dieses auch in vielen historischen Fotos auf den Trikots der Mannschaft wiederfindet. 1908 bekamen die Buchstaben eine schlichtere Form und wurden von einem Kreis umschlossen.
1920 schließlich kam, nachdem König Alfons XIII. dem Verein am 29. Juni dieses Jahres den Titel „Real“ (spanisch für „königlich“) verliehen hatte, die Königskrone Spaniens (corona real) hinzu. 1931, mit Beginn der Zweiten Spanischen Republik, wurde das monarchistische Emblem verboten und stattdessen ein violetter Querstreifen hinzugefügt. Die purpurne oder violette Farbe erinnerte an den Comuneros-Aufstand und den mit ihm in Verbindung gebrachten Pendón Morado de Castilla, das purpurne Banner Kastiliens. Nach dem Ende des Spanischen Bürgerkrieges und der Aufhebung des Verbotes monarchistischer Symbole wurde die Krone im Jahr 1941 wieder hinzugefügt, zudem bekamen die Initialen und die Krone eine goldene Färbung.
Im Jahr 1997 wechselte unter der Präsidentschaft von Lorenzo Sanz die Farbe des Querstreifens auf blau, als Begründung wurden Probleme bei der Registrierung des alten Wappens als Markenzeichen angegeben. Das stößt bei manchen Anhängern des Klubs auf Kritik, zumal der Streifen im Emblem des Vereins in den Statuten des Klubs gemäß Artikel 8 bis zum heutigen Tag als violett (span. morado) festgeschrieben ist.
Im Jahr 2001 wurde das Wappen geringfügig modernisiert und veränderte sich bis heute nicht mehr. Für Kontroverse sorgte die Tatsache, dass das Kreuz auf der spanischen Krone in den Vereinigten Arabischen Emiraten mitunter weggelassen wurde, so beispielsweise bei der Präsentation des letztlich nicht realisierten Resorts von Real Madrid in Ra’s al-Chaima im Jahr 2012 sowie auf Kreditkarten der National Bank of Abu Dhabi 2014. Dies ist jedoch nicht die Regel, so verwendet beispielsweise das im Juni 2014 eröffnete Real Madrid Café in Dubai weiterhin das offizielle Vereinsemblem mit dem Kreuz.

1902 bis 1908
1908 bis 1920
1920 bis 1931
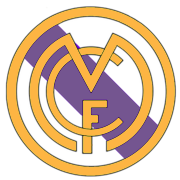
1931 bis 1941
1941 bis 2001
Seit 2001

## Stadien und Trainingsstätten
In den frühen Jahren verfügte der Klub über kein echtes Stadion. Zwischen 1900 und 1902 spielte die Mannschaft vorwiegend auf dem Campo de Estrada und zwischen 1902 und 1910 zumeist auf dem Campo de la plaza de toros y campo del hipódromo, einem vorwiegend als Stierkampfplatz und Pferderennbahn genutzten Gelände im Stadtviertel Pardiñas.

### O’Donnell Stadion (1912–’23)
Auf der O’Donnell-Straße befand sich das erste echte Stadion Real Madrids. Erbaut wurde es durch die Vereinsmitglieder (Socios) selbst, Pedro Parages übernahm die Kosten der Holztribünen und Abgrenzungen. Der Spielbelag (115 × 85 Meter) war noch nicht Rasen, sondern Erde. Die rund 6.000 Peseten, die der Bau des Stadions kostete, wurden durch die Socios (damals rund 450) selbst getragen. Als Miete musste der Klub zudem rund 1.000 Peseten jährlich löhnen. Eingeweiht wurde die Spielstätte am 31. Oktober 1912 mit einem Spiel zwischen Real Madrid und Sporting de Irún.

### Ciudad Lineal Velodrom (1923–’24)
Im Jahre 1923 entschloss sich der Klub, das bereits zu klein geratene O’Donnell-Stadion zu verlassen. Er zog in das Ciudad-Lineal-Velodrom, das von der Stadt Madrid neu erbaut worden war. Dieses bot erstmals einen Rasenplatz (108 × 68 Meter) und hatte eine Kapazität von 8.000 Zuschauern. Eingeweiht wurde es am 29. April 1923 mit einem Spiel zwischen Real Madrid und Real Unión de Irún.

### Estadio de Chamartín (1924–’47)
Der Wunsch Real Madrids nach einem eigenen Stadion mit ausreichender Kapazität erfüllte sich am 17. Mai 1924. An diesem Tag wurde das Estadio de Chamartín, dessen Gründe um 642.000 Peseten erstanden worden waren, mit einem Spiel gegen Newcastle United eingeweiht. Die vom Architekten José María Castell konzipierte Spielstätte befand sich außerhalb der Stadt, an der Castellana Straße. Insgesamt bot das Stadion Platz für 15.000 Zuseher, 4.000 davon auf überdachten Sitzplätzen. Nebenan wurde ein Trainings- und ein Hockeyplatz, ein Schwimmbad, eine Turnhalle sowie ein Restaurant und ein Klubgebäude errichtet. Im Zuge des Spanischen Bürgerkriegs wurde der Stolz der Madridistas komplett zerstört. Das Feld diente als Gefangenenlager, die Holztribünen wurden als Heizmaterial verwendet, und die Klubeinrichtungen fielen den Bombenangriffen zum Opfer. Nach Ende des bewaffneten Konfliktes konnte der übriggebliebene Vorstand, bestehend aus Adolfo Meléndez, Pedro Parages sowie Antonio S. Peralba und Santiago Bernabéu, mit Hilfe von rund 300.000 Peseten an Spenden der Socios, das Stadion und das Klubbüro provisorisch wieder in Stand setzen.

### Santiago-Bernabéu-Stadion (seit 1947)

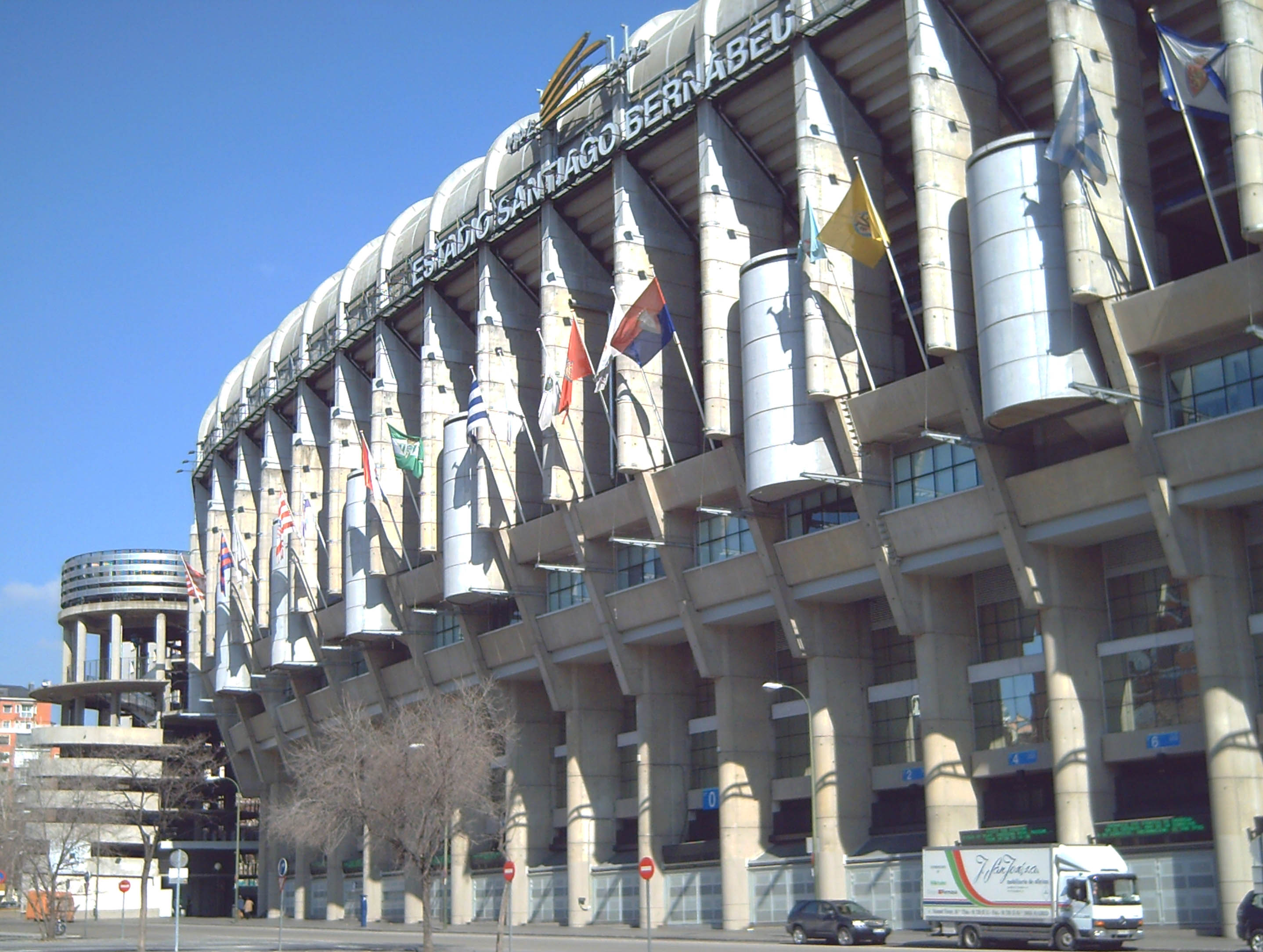
Außenansicht 2006

Das Estadio Santiago Bernabéu (bis 1955 mit dem Namen Nuevo Estadio Chamartín) wurde am 14. Dezember 1947, mit einem Spiel gegen Belenenses Lissabon, eingeweiht und löste damit die ehemalige Spielstätte des Vereins, das Estadio de Chamartín, ab. Baubeginn war der 27. Oktober 1944, die Grundstücke lagen unmittelbar neben denen des alten Stadions und wurden für rund 3 Mio. Peseten erstanden. Die Baukosten des, für damalige Verhältnisse, gigantischen Stadions beliefen sich auf rund 37 Mio. Peseten.
Seither wurde das Bernabéu kontinuierlich ausgebaut und modernisiert. Nach dem letzten größeren Umbau, der im Jahr 2005 abgeschlossen wurde, erfüllt es alle Anforderungen eines „Fünf-Sterne-Stadions“ und gehört damit zu den modernsten Fußballarenen der Welt. 85.454 Zuschauer finden Platz, zahlreiche gastronomische Einrichtungen und die „Sala de Trófeos“, die berühmte Trophäensammlung des Vereins, werden außerdem beherbergt. Der Zuschauerschnitt der Saison 2007/08 erreichte 76.200 (Meisterschaftsspiele). Das war der erste Platz in Europa, gefolgt von Manchester United und Borussia Dortmund. In der folgenden Saison sank der Schnitt auf 70.816, was immer noch der 4. höchste Wert Europas war.
Das Bernabéu war in seiner Geschichte auch der Austragungsort zahlreicher wichtiger Spiele, wie etwa einiger Endspiele des spanischen Pokals oder mehrerer Spiele der FIFA-Fußballweltmeisterschaft von 1982, darunter das Finale zwischen Italien und Deutschland. Durch seine geschlossene und steil hochragende Bauweise gilt das Estadio Santiago Bernabéu als ein Hexenkessel. Der ehemalige Spieler, Trainer und Sportdirektor von Real Madrid, der Argentinier Jorge Valdano, prägte den Begriff des „miedo escénico“, der „szenischen Angst“, welche die gegnerischen Spieler beim Einlaufen in das Stadion ergreife. Gerade bei Europapokalspielen lässt sich in diesem Stadion eine grandiose Atmosphäre erleben. Kampfgeist und technische Qualität werden von den „madridistas“ im Stadion stets mit besonders viel Applaus belohnt. Zeigt ein Spieler aber nicht den notwendigen Einsatz, kann das Publikum auch sehr kritisch sein. So kam es in den vergangenen Saisons des Öfteren vor, dass Spieler nach lustloser Leistung mit einem gellenden Pfeifkonzert verabschiedet wurden. Eine faire Geste zeigte das Publikum des Bernabéu in der Saison 2005/06, als bei der Heimniederlage gegen den Erzrivalen FC Barcelona die starke Leistung von Ronaldinho, nach seinem zweiten Tor für die Katalanen, mit „standing ovations“ gewürdigt wurde.
Seit 2020 wird das Stadion erneut umgebaut, um u. a. eine bewegliche Rasenfläche, eine neue Fassade und ein verschließbares Dach anzubringen. Der Umbau sollte bis 2022 abgeschlossen sein, verzögerte sich aber und ist bis in den Mai 2024 noch nicht vollständig fertiggestellt.

### Alfredo-Di-Stéfano-Stadion (2020)
Aufgrund der Bauarbeiten am Bernabéu-Stadion wurden nach der durch die COVID-19-Pandemie bedingten Spielpause der Primera División 2019/20, die verbleibenden Heimspiele als Geisterspiele im Estadio Alfredo Di Stéfano ausgetragen, welches auch der 2. Mannschaft als Heimspielstätte dient.

### Ciudad Real Madrid
Im September 2005 wurde mit Abschluss der ersten Bauphase das neue Trainingszentrum des Vereins eingeweiht. Die sogenannte „Ciudad del Real Madrid“ (Real Madrid Stadt) ist 120 ha groß, beherbergt die 15 Fußballnachwuchsmannschaften, die Basketballabteilung und die Einrichtungen des vereinsinternen Fernsehsenders RealmadridTV. Das neue Vereinsgelände wird auch nach seinem Standort Valdebebas genannt. Das dortige Stadion dient der B-Mannschaft von Real Madrid, Real Madrid Castilla, als Heimstätte und wurde am 9. Mai 2006 mit einem Freundschaftsspiel gegen Stade de Reims offiziell eröffnet. Zu Ehren von Real Madrids wohl größtem Star trägt es den Namen Estadio Alfredo Di Stéfano.

## Mitglieder und Anhänger
Real Madrid hat derzeit 95.612 Mitglieder (Socios). Anders als beim Großteil der europäischen Klubs ist die Mitgliederzahl durch die Vereinsstatuten begrenzt, so dass sie über die letzten Jahre weitgehend konstant geblieben ist. Weltweit sind aber über 200.000 Fans in 2.510 vom Verein offiziell registrierten Fanklubs (Peñas) eingeschrieben, von denen 256 in insgesamt 95 verschiedenen Ländern außerhalb Spaniens beheimatet sind (83 in Europa, 68 in Amerika, 65 in Asien, 37 in Afrika und drei in Australien und Ozeanien). Aufgrund der außerordentlich großen Anhängerschaft wurde außerdem im Jahr 2002 die sogenannte „Carnet Madridista“ (Real-Madrid-Fankarte) eingeführt, mit der nun Fans aus aller Welt die Möglichkeit haben, sich offiziell als Anhänger von Real Madrid registrieren zu lassen. Zur Saison 2023/24 waren weltweit bereits über 15,7 Millionen Madridista-Mitglieder registriert.
Real Madrid hat laut der Marktforschungsagentur Sport+Markt ca. 41 Millionen Fans in Europa und verfügt damit derzeit über die zweithöchste Anzahl an Anhängern, hinter dem Erzrivalen FC Barcelona. Laut dieser Studie ist er zudem mit rund 8 Millionen Fans der beliebteste europäische Klub in den lateinamerikanischen Märkten Mexiko, Brasilien und Argentinien. (Stand: Februar 2009)

### Hymne und Vereinslieder
Die offizielle Hymne des Klubs trägt den Titel „¡Hala Madrid!“ (spanisch für „Los Madrid!“) und wurde von den spanischen Musikern Marino García, José de Aguilar, Antonio Villena Sánchez und Indalecio Cisneros komponiert. Das von José de Aguilar gesungene Stück wurde im Jahr 1952, zum 50-jährigen Jubiläum des Klubs, aufgenommen und präsentiert.
Zu den 100-Jahr-Feierlichkeiten des Vereins 2002, wurde ein vom ehemaligen Mitglied der bekannten Madrider Pop-band Mecano, José María Cano, verfasstes und vom Tenor Plácido Domingo gesungenes Lied als „Himno del Centenario“ (spanisch für Hymne der Jahrhundertfeier) vorgestellt.
Im Zuge der Feiern nach dem Gewinn von „La Décima“, dem zehnten Champions-League-Titel der Vereinsgeschichte, präsentierte der Musikproduzent RedOne ein von ihm komponiertes Lied mit dem Titel Hala Madrid y Nada Más (spanisch für Los Madrid und sonst nichts). Der Text stammt vom spanischen Journalisten und Schriftsteller Manuel Jabois. Der Song erreichte am 26. Mai 2014 die Nummer eins der spanischen Charts. Hala Madrid y nada Mas wird vor jedem Spiel gespielt und davor wird noch das Lied Titans von Vangelis gespielt. Bei jedem Tor von Real Madrid wird der Refrain von Hala Madrid y nada mas gespielt.

### Real Madrid TV
Darüber hinaus betreibt Real Madrid seit 1999 einen eigenen Fernsehsender, Real Madrid TV, der 24 Stunden pro Tag sendet. Das Programm umfasst tagesaktuelle Nachrichten aus dem Verein und der Welt des Fußballs, Live-Bilder vom Mannschaftstraining, die Ausstrahlung von Fußballklassikern vergangener Jahre, Reportagen und Porträts sowie die Live-Übertragung zahlreicher Spiele von Real Madrid Castilla (ehemals Real Madrid B), der Zweit- bzw. Jugendmannschaft von Real, die gegenwärtig in der dritten spanischen Liga spielt. Real Madrid TV ist über die Digitalfernsehanbieter Canal+ (auf Astra 1KR und Hispasat 1E) und ZAP (Eutelsat 36B) verfügbar. Eine englische Version wird unverschlüsselt auf Eurobird 9A gesendet. Seit Dezember 2014 ist der Kanal auch über die offizielle App des Klubs kostenfrei empfangbar.

## Finanzielle Situation
| Saison  | Einnahmen (in Mio. Euro) | Rang |
| ------- | ------------------------ | ---- |
| 2000/01 | 138,2                    | 6    |
| 2010/11 | 479,5                    | 1 ▲  |
| 2011/12 | 512,6                    | 1 ▬  |
| 2012/13 | 518,9                    | 1 ▬  |
| 2013/14 | 549,5                    | 1 ▬  |
| 2014/15 | 577,0                    | 1 ▬  |
| 2015/16 | 620,1                    | 3 ▼  |
| 2016/17 | 674,6                    | 2 ▲  |
| 2017/18 | 750,9                    | 1 ▲  |
| 2018/19 | 757,3                    | 2 ▼  |
| 2019/20 | 691,8                    | 2 ▬  |
| 2020/21 | 640,7                    | 2 ▬  |
| 2021/22 | 713,8                    | 2 ▬  |
| 2022/23 | 831,4                    | 1 ▲  |
| 2023/24 | 1.045,5                  | 1 ▬  |

Der von August 2000 bis Februar 2006 sowie seit August 2009 amtierende Vereinspräsident Florentino Pérez beendete die ruinöse Finanz- und Transferpolitik seiner beiden Vorgänger, Ramón Mendoza (1984–1995) und Lorenzo Sanz (1995–2000) und führte Real Madrid aus der wirtschaftlichen Krise. Im Laufe der folgenden Jahre wurden die Einnahmen nahezu verzehnfacht: Lag der Umsatz im Jahre 2000 noch bei 118 Mio. €, so nahm der Verein im Geschäftszeitraum 2023/24 bereits 1,073 Milliarden € ein und durchbrach als erster Fußballklub die Milliarden-Euro-Grenze. Das Eigenkapital erreichte ein Rekordhoch von 574 Mio. €. Die Finanzverbindlichkeiten betrugen 236 Mio. €, davon entfielen 77 Mio. € auf Bankverbindlichkeiten und 159 Mio. € auf Spielertransfers und Infrastrukturinvestitionen. Die Finanzverbindlichkeiten abzüglich des Zahlungsmittelbestandes und der Forderungen aus Transfergeschäften ergaben einen Betrag von 8 Mio. €. Das EBITDA belief sich 2023/24 auf 156 Mio. €, nach Abschreibungen und Steuern erwirtschaftete der Verein einen Gewinn von 16 Mio. €. Der Anteil an Personalaufwand im Verhältnis zum Jahresumsatz, im Jahr 2000 noch bei 86 %, wurde 2023/24 auf 47 % gesenkt, wodurch der vom Financial-Fair-Play-Reglement der UEFA verlangte Richtwert von 70 % deutlich unterschritten wird. Nach Angaben des Ligaverbandes (LFP) hat der Klub, im Gegensatz zu zahlreichen anderen spanischen Vereinen, beim Finanzamt keine Steuerschulden.
In der jährlich vom Wirtschaftsprüfungsunternehmen Deloitte herausgegebenen Rangliste der umsatzstärksten Fußballklubs, verdrängte Real Madrid im Geschäftszeitraum 2004/05 erstmals Manchester United von der Spitzenposition und hielt bis zum Geschäftszeitraum 2014/15 diesen Platz. Nach zwei Jahren, in denen erneut Manchester United auf dem ersten Rang landete, erzielte Real Madrid im Geschäftszeitraum 2017/18 erneut den höchsten Umsatz aller europäischen Fußballklubs. Im Zeitraum 2023/24 verbuchte Real Madrid in der Rangliste von Deloitte Einnahmen aus dem operativen Geschäft in Höhe von 1,046 Milliarden Euro und durchbrach damit als erster Fußballklub seit Veröffentlichung der Liste die Milliarden-Euro-Grenze.
Das Wirtschaftsmagazin Forbes schätzte den Wert des Vereins im Jahr 2025 auf 6,75 Milliarden Dollar, dem höchsten aller Fußballklubs; das Bewertungs- und Beratungsunternehmen Brand Finance schätzte den Wert der Marke Real Madrid in ihrer jährlich veröffentlichten Studie „Football 50“ im Jahr 2024 auf 1,685 Milliarden €.
Die rasche Sanierung des Vereins gelang Florentino Pérez obwohl – oder vielleicht auch gerade weil – er während seiner Amtszeit jede Saison einen der aktuell erfolgreichsten und damit auch medienwirksamsten Fußballer der Welt nach Madrid holte. Zunächst wurde Luís Figo (2000) vom FC Barcelona verpflichtet, darauf folgten Zinédine Zidane (2001), Ronaldo (2002), David Beckham (2003), Michael Owen (2004) und Robinho (2005).

### Verkauf des Trainingszentrums (Ciudad Deportiva)
Den bedeutendsten Schritt für den wirtschaftlichen Aufschwung des Vereins setzte Pérez, seines Zeichens Präsident des spanischen Bauunternehmens ACS, aber mit dem Verkauf des ehemaligen Vereinsgeländes Ciudad Deportiva an die Privatunternehmen OHL, Repsol, Mutua Madrileña und Sacyr Vallehermoso am 7. Mai 2001, eine Transaktion die Real Madrid rund 480 Millionen € einbrachte. Das Geschäft ging nicht ohne Kritik über die Bühne, weil für den Verkauf des rund 14 Hektar großen Areals am Paseo de la Castellana eine Umwidmung des zuvor lediglich für sportliche Zwecke nutzbaren Grundes in Baugrund erforderlich war. Wegen des Verdachtes der illegalen staatlichen Förderung ermittelte schließlich auch die EU-Wettbewerbskommission, stellte die Untersuchungen allerdings im November 2004 ein, da die Regierung nachweisen konnte, dass sämtliche Käufer des Grundstücks Privatunternehmen waren. Auf dem Terrain des ehemaligen Trainingszentrums entstand der Wolkenkratzerkomplex Cuatro Torres Business Area.

### Abgewiesene Strafen der EU-Kommission
Am 4. Juli 2016 gab die Europäische Kommission bekannt, dass Real Madrid 18,4 Millionen Euro aus ihrer Sicht zu Unrecht erhaltener Gelder zurückzahlen müsse. Die vermeintlichen illegalen Beihilfen, die aus einem Grundstückstausch zwischen der Stadtverwaltung Madrid und dem Fußballklub aus dem Jahre 1998 resultierten, würden einen ungerechtfertigten Wettbewerbsvorteil bedeuten, behauptete die EU-Behörde. Real Madrid erhob jedoch vor dem Gericht der Europäischen Union Einspruch und bekam am 22. Mai 2019 Recht zugesprochen. Die Kommission konnte nicht beweisen, dass die Grundstückswerte falsch berechnet wurden und somit eine illegale Beihilfe existierte. Die Strafzahlungen gegen Real Madrid wurden annulliert und sämtliche Prozesskosten mussten von der EU-Kommission getragen werden.
Bereits am 26. Februar 2019 hatte der Klub einen Prozess gegen die EU-Kommission gewonnen, bei dem es um Strafzahlungen wegen der angeblichen steuerlichen Begünstigung aufgrund der Organisation von Real Madrid und drei weiterer spanischer Profiklubs als gemeinnützige Vereine, statt als Kapitalgesellschaften, ging. Die europäische Behörde konnte, so das Urteil, nicht beweisen, dass dies einen steuerlichen Wettbewerbsvorteil darstelle.

## Rivalitäten

### FC Barcelona
Die Rivalität zwischen Real Madrid und dem FC Barcelona gilt als eine der bedeutendsten im internationalen Klubfußball. Geprägt wird sie u. a. von der stetigen Konkurrenz zwischen den Städten Madrid und Barcelona, sowie der historischen Territorien Kastilien und Katalonien. Das Aufeinandertreffen der beiden Klubs ist in Spanien unter dem Namen „El Clásico“ (auf Deutsch: der Klassiker) bekannt, und erregt auch außerhalb der spanischen Grenzen großes Interesse.

### Atlético Madrid

Eintrittskarte zum Madrider Derby 1998

Das Duell zwischen den beiden bedeutendsten und erfolgreichsten Klubs Madrids kann als klassisches Stadtderby bezeichnet werden. Das Derbi madrileño, wie es in Spanien genannt wird, spaltet die Stadt in Indios (dt.: Indianer), wie die Anhänger Atlético Madrids bezeichnet werden, und Vikingos (dt.: Wikinger), die Fans Real Madrids. Das Duell ist zwar international nicht so bekannt wie der Clásico, doch in der spanischen Hauptstadt selbst gilt es für viele Anhänger der beiden Klubs als das bedeutendste Spiel des Jahres.

## Umstrittene Vergangenheit
Die Rolle des Vereins unter der Diktatur von Francisco Franco ist bis heute nicht vollständig geklärt. Verschiedene Historiker verweisen darauf, dass Franco die internationalen Erfolge des Vereins zur positiveren Darstellung des Landes unter seinem Regime nutzte. Überliefert ist beispielsweise das Zitat von Francos Außenminister Fernando Maria de Castiella anno 1953: „Real Madrid ist der beste Botschafter, den wir jemals hatten.“
Inwieweit sich das Regime auch in die innerspanischen Fußballwettkämpfe zugunsten Real Madrids einmischte, bleibt unklar. Von Kritikern wird häufig das 11:1 im Halbfinale der Copa del Generalísimo 1943 als Beispiel herangezogen. Die Antwort auf die Frage, ob es Versuche von Seiten des Regimes gab, Einfluss auf das spielerische Geschehen zu nehmen, fallen je nach Quelle sehr unterschiedlich aus. Obwohl der Verein sich selbst nie politisch positionierte, prägten diese Umstände auch die starke Rivalität zum FC Barcelona.

## Besonderheiten
In der Copa del Rey, dem spanischen Pokal, gelang dem Verein 1980 ein in der spanischen Fußballgeschichte bislang einmaliger Erfolg: Im Finale im heimischen Bernabéu-Stadion standen sich Real Madrid und seine in der zweiten Liga spielende Zweitvertretung Real Madrid Castilla gegenüber, die zuvor vier Erstligisten aus dem Turnier geworfen hatte. Die erste Mannschaft siegte mit 6:1.

## Personal

### Vorstand und Betreuerstab
| Vorstand                  | Vorstand                                 |
| Name                      | Funktion                                 |
| ------------------------- | ---------------------------------------- |
| Florentino Pérez          | Präsident                                |
| Eduardo Fernández de Blas | Vize-Präsident                           |
| Pedro López Jiménez       | Vize-Präsident                           |
| Enrique Sánchez González  | Vize-Präsident                           |
| Enrique Pérez Rodríguez   | Vize-Präsident                           |
| José Ángel Sánchez        | Generaldirektor                          |
| María Begoña Sanz         | Stellvertretender Generaldirektor        |
| Emilio Butragueño         | Direktor für Institutionelle Beziehungen |
| Antonio Galeano           | Direktor für Kommunikation und Medien    |
| Juni Calafat              | Chief Scout                              |
| Santiago Solari           | Generaldirektor (Fußball)                |
| Manuel Fernández          | Direktor der Jugendabteilungen (Fußball) |

### Kader der Profimannschaft (2025/26)
Stand: 9. August 2025
| Nr.        | Nat.        | Name                   | Geburtstag        | im Verein seit | Vertrag bis |     |
| Tor        | Tor         | Tor                    | Tor               | Tor            | Tor         | Tor |
| ---------- | ----------- | ---------------------- | ----------------- | -------------- | ----------- | --- |
| 01         | Belgien     | Thibaut Courtois       | 11. Mai 1992      | 2018           | 2026        |     |
| 13         | Ukraine     | Andrij Lunin           | 11. Februar 1999  | 2018           | 2030        |     |
| Abwehr     |             |                        |                   |                |             |     |
| 02         | Spanien     | Dani Carvajal          | 11. Januar 1992   | 2013           | 2026        |     |
| 03         | Brasilien   | Éder Militão           | 18. Januar 1998   | 2019           | 2028        |     |
| 04         | Osterreich  | David Alaba            | 24. Juni 1992     | 2021           | 2026        |     |
| 12         | England     | Trent Alexander-Arnold | 7. Oktober 1998   | 2025           | 2031        |     |
| 17         | Spanien     | Raúl Asencio           | 13. Februar 2003  | 2017           | 2026        |     |
| 18         | Spanien     | Álvaro Carreras        | 23. März 2003     | 2025           | 2031        |     |
| 20         | Spanien     | Fran García            | 14. August 1999   | 2023           | 2027        |     |
| 22         | Deutschland | Antonio Rüdiger        | 3. März 1993      | 2022           | 2026        |     |
| 23         | Frankreich  | Ferland Mendy          | 8. Juni 1995      | 2019           | 2028        |     |
| 24         | Spanien     | Dean Huijsen           | 14. April 2005    | 2025           | 2030        |     |
| Mittelfeld |             |                        |                   |                |             |     |
| 05         | England     | Jude Bellingham        | 29. Juni 2003     | 2023           | 2029        |     |
| 06         | Frankreich  | Eduardo Camavinga      | 10. November 2002 | 2021           | 2029        |     |
| 08         | Uruguay     | Federico Valverde      | 22. Juli 1998     | 2018           | 2029        |     |
| 14         | Frankreich  | Aurélien Tchouaméni    | 27. Januar 2000   | 2022           | 2028        |     |
| 15         | Turkei      | Arda Güler             | 25. Februar 2005  | 2023           | 2029        |     |
| 19         | Spanien     | Dani Ceballos          | 7. August 1996    | 2017           | 2027        |     |
| Sturm      |             |                        |                   |                |             |     |
| 07         | Brasilien   | Vinícius Júnior        | 12. Juli 2000     | 2018           | 2027        |     |
| 09         | Brasilien   | Endrick                | 21. Juli 2006     | 2024           | 2030        |     |
| 10         | Frankreich  | Kylian Mbappé          | 20. Dezember 1998 | 2024           | 2029        |     |
| 11         | Brasilien   | Rodrygo                | 9. Januar 2001    | 2019           | 2028        |     |
| 16         | Spanien     | Gonzalo García         | 24. März 2004     | 2019           | 2030        |     |
| 21         | Marokko     | Brahim Díaz            | 3. August 1999    | 2019           | 2027        |     |

#### Kaderveränderungen in der Saison 2025/26
| Zugänge                | Zugänge           |
| Spieler                | Abgebender Verein |
| Sommerpause 2025       | Sommerpause 2025  |
| ---------------------- | ----------------- |
| Trent Alexander-Arnold | FC Liverpool      |
| Álvaro Carreras        | Benfica Lissabon  |
| Dean Huijsen           | AFC Bournemouth   |
| Franco Mastantuono     | River Plate       |

| Abgänge          | Abgänge             |
| Spieler          | Aufnehmender Verein |
| Sommerpause 2025 | Sommerpause 2025    |
| ---------------- | ------------------- |
| Luka Modrić      | AC Mailand          |
| Jesús Vallejo    | Albacete Balompié   |
| Lucas Vázquez    |                     |

### Kaderpolitik
Der Kader der in Spanien als „Merengues“ (vgl. Meringe) bekannten Mannschaft vereint einige der namhaftesten nationalen und internationalen Stars. Berühmte Spieler im aktuellen Kader sind beispielsweise Jude Bellingham, Kylian Mbappé, Luka Modrić oder Vinícius Júnior. Die hohen Transferausgaben will der Klub nach eigenen Angaben durch gesteigerte Marketingeinnahmen, die medienwirksame Weltstars im Dress von Real Madrid generieren sollen, ausgleichen.

### La Fábrica
Die Jugendabteilung, auch bekannt unter der umgangssprachlichen Bezeichnung „la Fábrica“ (deutsch: die Fabrik), die seinerzeit unter dem legendären Präsidenten Santiago Bernabéu (1943–1978) aufgebaut wurde, bringt regelmäßig Talente hervor. In der Saison 2018/19 standen insgesamt 95 Profispieler, die ursprünglich aus der Nachwuchsabteilung von Real Madrid stammen, bei Vereinen der Primera oder Segunda División unter Vertrag, weitere 77 spielten in Profiligen außerhalb Spaniens.
Aus dem eigenen Nachwuchs stammen vom derzeitigen Profikader die Abwehrspieler Raúl Asencio, Álvaro Carreras, Dani Carvajal  und Fran García, der Mittelfeldspieler Federico Valverde sowie der Stürmer Gonzalo García. Darüber hinaus zählen gemäß der UEFA-Regularien auch Vinícius Júnior, Rodrygo und Eduardo Camavinga als „vom Verein ausgebildeter Spieler“, da sie bis zum Ende der Spielzeit, in der sie ihren 21. Geburtstag begangen hatten, bereits drei komplette Saisons lang für den Klub aktiv gewesen waren.

### Präsidentenhistorie
Siehe auch: Abschnitt „Präsidenten“ bei Real Madrid/Rekorde und Chroniken
| Zeitraum  | Präsident             |
| --------- | --------------------- |
| 1900–1902 | Julián Palacios       |
| 1902–1904 | Juan Padrós           |
| 1904–1908 | Carlos Padrós         |
| 1908–1916 | Adolfo Meléndez       |
| 1916–1926 | Pedro Parages         |
| 1926–1929 | Luis de Urquijo       |
| 1929–1935 | Luis Usera Bugallal   |
| 1935–1939 | Rafael Sánchez-Guerra |

| Zeitraum  | Präsident               |
| --------- | ----------------------- |
| 1939–1940 | Adolfo Meléndez         |
| 1940–1943 | Antonio Santos Peralba  |
| 1943–1978 | Santiago Bernabéu       |
| 1978–1985 | Luis de Carlos          |
| 1985–1995 | Ramón Mendoza           |
| 1995–2000 | Lorenzo Sanz            |
| 2000–2006 | Florentino Pérez        |
| 2006–0000 | Fernando Martín Álvarez |

| Zeitraum    | Präsident            |
| ----------- | -------------------- |
| 2006–0000   | Luis Gómez-Montejano |
| 2006–2009   | Ramón Calderón       |
| 2009–0000   | Vicente Boluda       |
| seit 2009–0 | Florentino Pérez     |

### Bekannte ehemalige Spieler
Siehe auch: Liste von Spielern von Real Madrid
- Xabi Alonso
- Amancio
- David Beckham
- Karim Benzema
- Paul Breitner
- Emilio Butragueño
- José Antonio Camacho
- Fabio Cannavaro
- Iker Casillas
- Chendo
- Cristiano Ronaldo
- Laurie Cunningham
- Vicente del Bosque
- Didi
- Ángel Di María
- Alfredo Di Stéfano
- Samuel Eto’o
- Luís Figo
- Ricardo Gallego
- Francisco Gento
- Rafael Gordillo
- Ramón Grosso
- Guti
- Gheorghe Hagi
- Fernando Hierro
- Gonzalo Higuaín
- Bodo Illgner
- Juanito
- Kaká
- Christian Karembeu
- Sami Khedira
- Raymond Kopa
- Toni Kroos
- Michael Laudrup
- Marcelo
- Marquitos
- Enrique Mateos
- Steve McManaman
- Christoph Metzelder
- Míchel
- Predrag Mijatović
- Luis Molowny
- Fernando Morientes
- Miguel Muñoz
- Günter Netzer
- Ruud van Nistelrooy
- Michael Owen
- Mesut Özil
- Pahiño
- Pepe
- René Petit
- Pirri
- Robert Prosinečki
- Ferenc Puskás
- Jacinto Quincoces
- Raúl
- Fernando Redondo
- Héctor Rial
- Arjen Robben
- Roberto Carlos
- Ronaldo
- Hugo Sánchez
- Manolo Sanchís
- José Santamaría
- Santillana
- Bernd Schuster
- Clarence Seedorf
- Wesley Sneijder
- Uli Stielike
- Davor Šuker
- Jorge Valdano
- Ricardo Zamora
- Iván Zamorano
- José María Zárraga
- Zinédine Zidane
- Ignacio Zoco

### Tore für Real Madrid
Siehe auch: Abschnitt „Rekordtorschützen“ bei Real Madrid/Rekorde und Chroniken
Nur Liga; Spieler, die noch aktiv sind, werden fett dargestellt; Stand: Saisonende 2023/24
| Namen                  | Nationalität | Tore | Einsätze | Tore pro Spiel | Zeitraum  |
| ---------------------- | ------------ | ---- | -------- | -------------- | --------- |
| 01. Cristiano Ronaldo  | Portugiese   | 311  | 292      | 1,07           | 2009–2018 |
| 02. Karim Benzema      | Franzose     | 238  | 439      | 0,54           | 2009–2023 |
| 03. Raúl               | Spanier      | 228  | 550      | 0,41           | 1994–2010 |
| 04. Alfredo Di Stéfano | Argentinier  | 216  | 282      | 0,76           | 1953–1964 |
| 05. Santillana         | Spanier      | 186  | 461      | 0,40           | 1971–1989 |
| 06. Hugo Sánchez       | Mexikaner    | 164  | 207      | 0,79           | 1985–1992 |
| 07. Ferenc Puskás      | Ungar        | 156  | 179      | 0,87           | 1958–1967 |
| 08. Francisco Gento    | Spanier      | 126  | 428      | 0,29           | 1953–1971 |
| 09. Emilio Butragueño  | Spanier      | 123  | 341      | 0,36           | 1984–1995 |
| 10. Pirri              | Spanier      | 122  | 417      | 0,29           | 1964–1980 |

## Erfolge

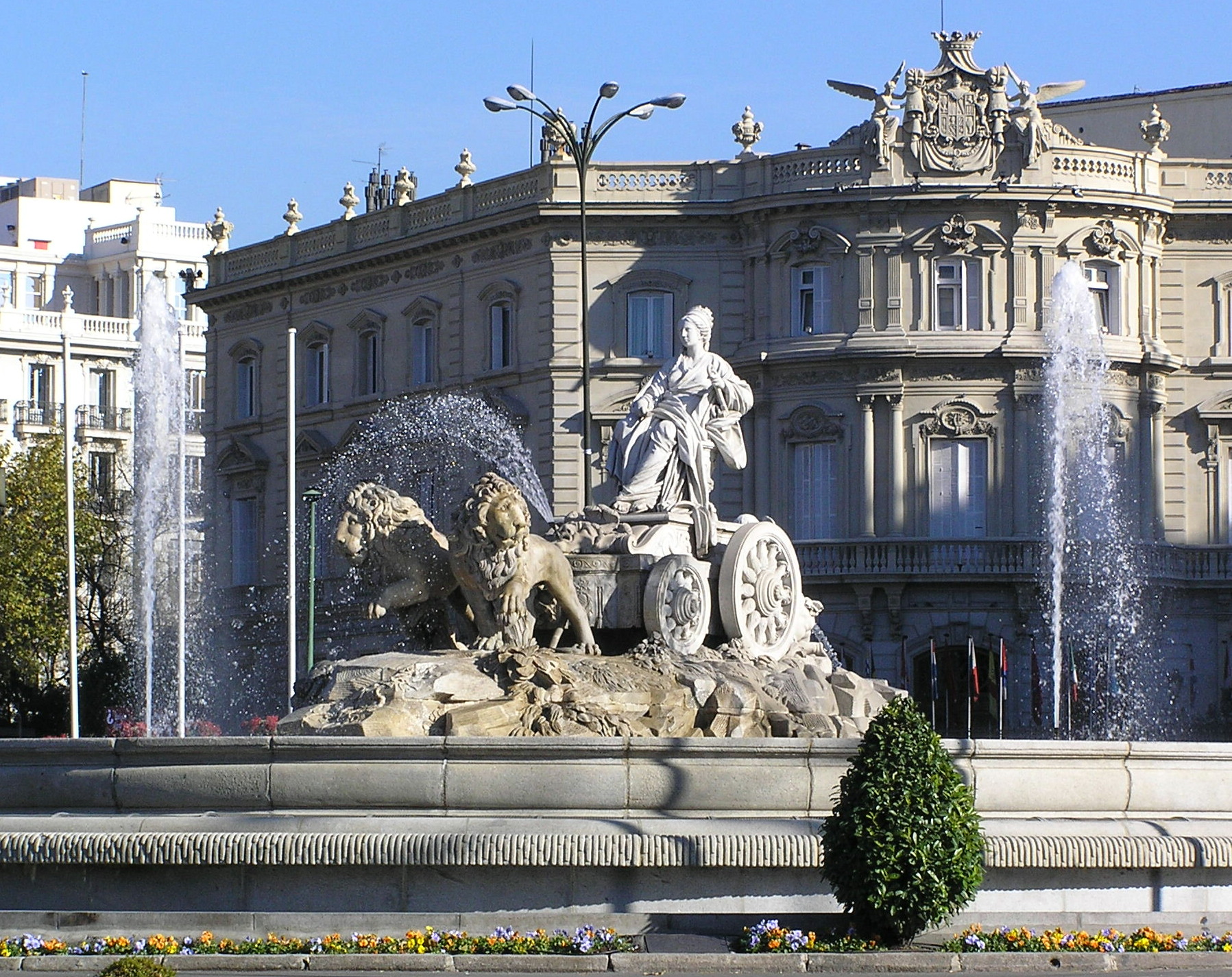
Der Cibeles-Brunnen: Kultstätte der Madridistas. Hier werden traditionsgemäß zusammen mit den Spielern alle Titel gefeiert.

### International
Europapokal der Landesmeister bzw. Champions League: (15) (Rekord)
- 1955/56, 1956/57, 1957/58, 1958/59, 1959/60, 1965/66, 1997/98, 1999/2000, 2001/02, 2013/14, 2015/16, 2016/17, 2017/18, 2021/22, 2023/24

UEFA Cup: (2)
- 1984/85, 1985/86

UEFA Super Cup: (6) (Rekord)
- 2002, 2014, 2016, 2017, 2022, 2024

FIFA-Klub-Weltmeisterschaft: (5) (Rekord)
- 2014, 2016, 2017, 2018, 2022

FIFA-Interkontinental-Pokal: (1) (Rekord)
- 2024

Weltpokal: (3) (Rekord)
- 1960, 1998, 2002

Kleiner Weltpokal: (2) (Rekord)
- 1952, 1956

Copa Latina: (2) (Rekord)
- 1955, 1957

Copa Iberoamericana: (1) (Rekord)
- 1994

Bezüglich der Anzahl internationaler Titel ist Real Madrid mit 32 offiziell anerkannten UEFA- und FIFA-Titeln der erfolgreichste Fußballverein der Welt.

### National
Spanische Meisterschaft: (36) (Rekord)
- 1931/32, 1932/33, 1953/54, 1954/55, 1956/57, 1957/58, 1960/61, 1961/62, 1962/63, 1963/64, 1964/65, 1966/67, 1967/68, 1968/69, 1971/72, 1974/75, 1975/76, 1977/78, 1978/79, 1979/80, 1985/86, 1986/87, 1987/88, 1988/89, 1989/90, 1994/95, 1996/97, 2000/01, 2002/03, 2006/07, 2007/08, 2011/12, 2016/17, 2019/20, 2021/22, 2023/24

Spanischer Pokal: (20)
- 1904/05, 1905/06, 1906/07, 1907/08, 1916/17, 1933/34, 1935/36, 1945/46, 1946/47, 1961/62, 1969/70, 1973/74, 1974/75, 1979/80, 1981/82, 1988/89, 1992/93, 2010/11, 2013/14, 2022/23

Spanischer Supercup: (13)
- 1988, 1989, 1990, 1993, 1997, 2001, 2003, 2008, 2012, 2017, 2022, 2024

Copa Eva Duarte: (1)
- 1947

Spanischer Ligapokal: (1)
- 1985

### Regional
Regionale Meisterschaft: (23) (Rekord)
- 1904/05, 1905/06, 1906/07, 1907/08, 1909/10, 1912/13, 1915/16, 1916/17, 1917/18, 1919/20, 1921/22, 1922/23, 1923/24, 1925/26, 1926/27, 1928/29, 1929/30, 1930/31, 1931/32, 1932/33, 1933/34, 1934/35, 1935/36

Regionaler Pokal: (4) (Rekord)
- 1922/23, 1927/28, 1942/43, 1944/45

### Turniere

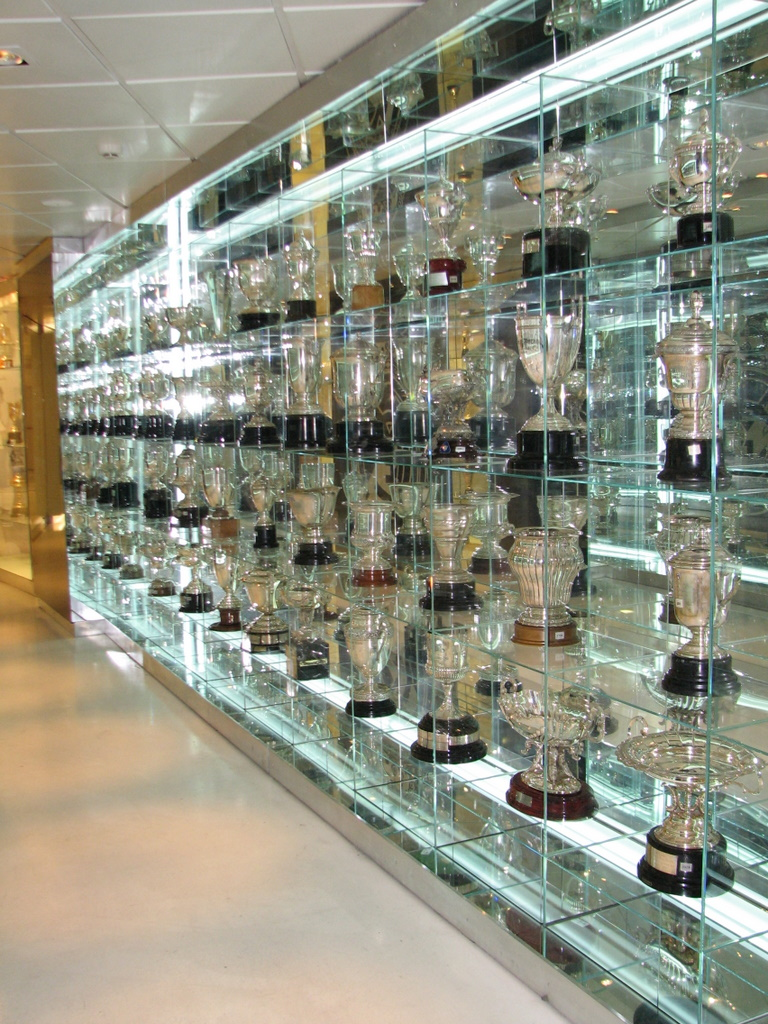
Diverse Trophäen im Klubmuseum

Trofeo Santiago Bernabéu: (28) (Rekord)
- 1981, 1983, 1984, 1985, 1987, 1989, 1991, 1994, 1995, 1996, 1997, 1998, 1999, 2000, 2003, 2005, 2006, 2007, 2008, 2009, 2010, 2011, 2012, 2013, 2015, 2016, 2017, 2018

Trofeo Teresa Herrera: (9)
- 1949, 1953, 1966, 1976, 1978, 1979, 1980, 1994, 2013

Trofeo Ramón de Carranza: (6)
- 1958, 1959, 1960, 1966, 1970, 1982

Trofeo Ciudad de La Línea: (5) (Rekord)
- 1978, 1981, 1982, 1986, 2000

Trofeo Ciudad de Palma: (4)
- 1975, 1980, 1983, 1990

Trofeo Colombino: (3)
- 1970, 1984, 1989

Trofeo Costa del Sol: (1)
- 1976

World Football Challenge: (2) (Rekord)
- 2011, 2012

International Champions Cup: (3) (Rekord)
- 2013, 2015 (Australien), 2015 (China)

### Individuelle Erfolge

#### International

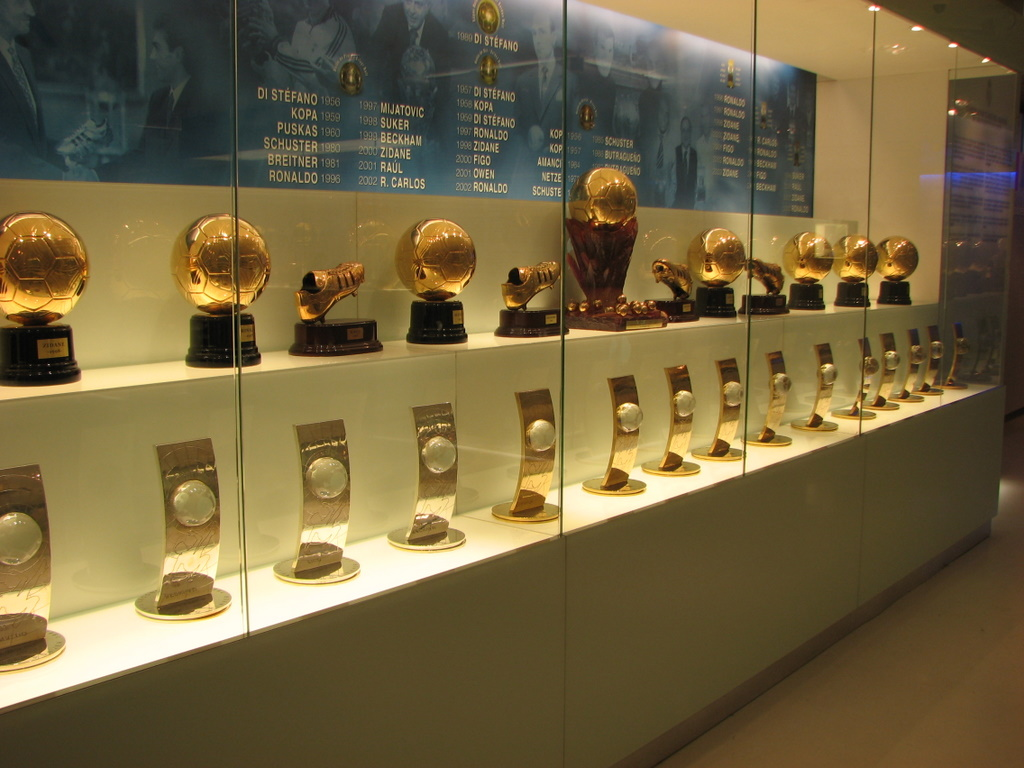
Internationale Trophäen der Spieler im Museum des Santiago Bernabéu

FIFA-Weltfußballer des Jahres bzw. FIFA Ballon d’Or: (9)
- Luís Figo (2001), Ronaldo (2002), Zinédine Zidane (2003), Fabio Cannavaro (2006), Cristiano Ronaldo (2013, 2014, 2016, 2017), Luka Modrić (2018)

Ballon d’Or: (10)
- Alfredo Di Stéfano (1957, 1959), Raymond Kopa (1958), Luís Figo (2000), Ronaldo (2002), Fabio Cannavaro (2006), Cristiano Ronaldo (2016, 2017), Luka Modrić (2018), Karim Benzema (2022)

UEFA-Fußballer des Jahres bzw. UEFA Best Player in Europe: (7)
- Fernando Redondo (2000), Zinédine Zidane (2002), Cristiano Ronaldo (2014, 2016, 2017), Luka Modrić (2018), Karim Benzema (2022)

Goldener Schuh (UEFA): (4)
- Hugo Sánchez (1990), Cristiano Ronaldo (2011, 2014, 2015)

Torschützenkönig der UEFA Champions League: (16) (Rekord)
- Alfredo Di Stéfano (1957/58, 1961/62), Ferenc Puskás (1959/60, 1961/62, 1963/64), Justo Tejada (1961/62), Míchel (1987/88), Raúl (1999/2000, 2000/01), Cristiano Ronaldo (2012/13, 2013/14, 2014/15, 2015/16, 2016/17, 2017/18), Karim Benzema (2021/22)

FIFA-Welttrainer des Jahres: (1)
- Zinédine Zidane (2017)

FIFA Order of Merit: (5)
- Alfredo Di Stéfano (1994), Ferenc Puskás (1994), Santiago Bernabéu (2002), Miljan Miljanić (2002), Real Madrid (Centennial Award, 2004)

FIFA Club of the Century: (1)
- Real Madrid (2000)

#### National
Torschützenkönig: (28) (Rekord)
- Manuel Olivares (1932/33), Pahiño (1951/52), Alfredo Di Stéfano (1953/54, 1955/56, 1956/57, 1957/58, 1958/59), Ferenc Puskás (1959/60, 1960/61, 1962/63, 1963/64), Amancio (1968/69, 1969/70), Juanito (1983/84), Hugo Sánchez (1985/86, 1986/87, 1987/88, 1989/90), Emilio Butragueño (1990/91), Iván Zamorano (1994/95), Raúl (1998/99, 2000/01), Ronaldo (2003/04), Ruud van Nistelrooy (2006/07), Cristiano Ronaldo (2010/11, 2013/14, 2014/15), Karim Benzema (2021/22)

Zamora-Trophäe: (17) (Titelträger bis 1958 wurden jeweils durch nachträgliche Berechnung ermittelt)
- Ricardo Zamora (1931/32, 1932/33), José Bañón (1945/46), Juan Alonso (1954/55), Vicente Train (1960/61, 1962/63, 1963/64), José Araquistáin (1961/62), Antonio Betancort (1964/65, 1966/67), Andrés Junquera (1967/68), Miguel Ángel González (1975/76), Agustín Rodríguez (1982/83), Francisco Buyo (1987/88, 1991/92), Iker Casillas (2007/08), Thibaut Courtois (2019/20)

### Rekorde in europäischen Wettbewerben
- Höchster Heimsieg
  - 9:0 im Spiel Real Madrid gegen Odense BK am 25. Oktober 1961
- Höchster Auswärtssieg
  - 8:0 im Spiel Olympiakos Nikosia gegen Real Madrid am 24. September 1969
- Höchste Heimniederlage
  - 1:4 im Spiel Real Madrid gegen Ajax Amsterdam am 5. März 2019
- Höchste Auswärtsniederlage
  - 0:5 im Spiel AC Mailand gegen Real Madrid am 19. April 1989
  - 0:5 im Spiel 1. FC Kaiserslautern gegen Real Madrid am 17. März 1982

## Real Madrid Castilla
Real Madrid Castilla ist die Zweitmannschaft des Fußballvereins. Sie dient den Talenten des eigenen Nachwuchses als Sprungbrett zum ersten Team und spielt gegenwärtig in der Segunda División B, der dritten Spielklasse des spanischen Fußballs.

## Frauenfußball
Die Frauenfußballsektion des Klubs wurde am 1. Juli 2020 ins Leben gerufen und bestreitet die Primera División. Real Madrid betreibt neben der Profimannschaft auch eine B-Mannschaft sowie U-19 und U-16 Teams.

## Basketball
Neben der Fußballabteilung unterhält Real Madrid auch eine Basketballabteilung, die am 8. März 1931 gegründet wurde. Nach zahlreichen regionalen Erfolgen wechselte Raimundo Saporta, bis dahin Funktionär des spanischen Basketballverbandes, im Zuge des 50-jährigen Jubiläums zum Klub. Unter seiner administrativen Führung, dem Start der spanischen Liga im Jahr 1956 und dem Beginn der europäischen Bewerbe 1957/58, stieg der Verein zu einer festen Größe der nationalen und internationalen Basketballszene auf. Bedeutende spanische und europäische Spieler wie Corbalán, Fernando Martín, Delibašić, Kurtinaitis oder auch spätere NBA Stars wie Petrović oder Sabonis waren seither Teil des Basketballkaders.
Mit bislang 36 Titeln ist Real Madrid spanischer Rekordmeister, und mit seinen acht Europapokalen der Meister sowie drei Erfolgen in der ULEB Euroleague der erfolgreichste Verein Europas. Zudem wurden sechs weitere kontinentale Wettbewerbe gewonnen: viermal der Pokal der Pokalsieger und je einmal der Korać-Cup und ULEB Cup.
Die Basketballsektion spielt gegenwärtig in der spanischen Liga ACB und trägt ihre Heimspiele im 15.000 Zuschauer fassenden Palacio Vistalegre aus, geplant ist allerdings in naher Zukunft der Bau einer 16.300 Zuschauer fassende Arena in den vereinseigenen Gründen der Ciudad Real Madrid.

## Historische Sportsektionen

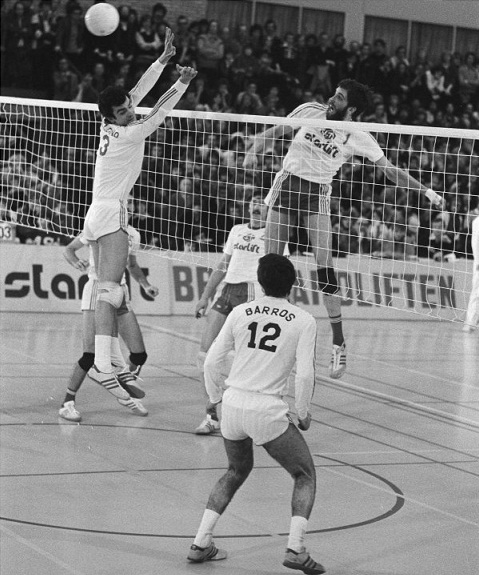
Real Madrids Volleyballsektion gegen Starlift Blokkeer Voorburg (Niederlande) im Europapokal der Landesmeister 1977/78.

Im Laufe der Vereinsgeschichte unterhielt der Klub eine Vielzahl unterschiedlicher Sportsektionen, die allerdings sukzessive geschlossen wurden. Auf eine besonders erfolgreiche Vergangenheit konnten die Volleyball-Sparte, die sieben spanische Meisterschaften und dreizehn Pokalsiege errang, sowie die Baseball-Sektion mit zehn Meistertiteln zurückblicken. Auch der Wimbledon-Sieg des zu diesem Zeitpunkt in Real Madrids Tennissektion spielenden spanischen Asses Manuel Santana ist eine Erwähnung wert.
Indoor Fußball
- Erfolge
  - 1 Spanische Indoor Fußball Meisterschaft: 2012
  - 2 Spanischer Indoor Fußball Pokal: 2009, 2011
  - 3 Spanischer Indoor Fußball Supercup: 2009, 2010, 2011

Volleyball (1952–1983)
- Erfolge
  - 7 Spanische Meisterschaften: 1972, 1976, 1977, 1978, 1979, 1980, 1983
  - 12 Spanische Pokalsiege, Herren: 1954, 1956, 1960, 1969, 1973, 1976, 1977, 1978, 1979, 1980, 1981, 1983
  - 1 Spanischer Pokalsieg, Damen: 1981

Baseball (1944–1971)
- Erfolge
  - 10 Spanische Meisterschaften: 1945, 1948, 1950, 1955, 1959, 1960, 1961, 1963, 1970 und 1971.

Tennis
- Erfolge
  - Wimbledon Championships, Manuel Santana: 1966

Rugby
- Erfolge
  - Spanische Meisterschaft: 1934

Feldhandball
- Erfolge
  - Spanische Meisterschaft: 1951

Schach
- Erfolge
  - spanische Mannschaftsmeisterschaft: 1957, 1959, 1961, 1962

Weitere Sportarten
- Leichtathletik (1930–1980), Ringen (1936–1971), Schwimmen, Boxen, Tischtennis, Turnen

## Internationale Kooperationen

### Real Salt Lake
Im September 2006 schlossen das MLS-Team Real Salt Lake und Real Madrid einen auf zehn Jahre datierten Kooperationsvertrag. Kernpunkt des Vertrages ist der Bau eines Jugendinternats in Salt Lake City, in dem bis zu 200 Jugendliche leben und trainieren werden. Darüber hinaus wird Real Madrid alle zwei Jahre für ein Freundschaftsspiel nach Salt Lake City kommen. Umgekehrt wird sich RSL jedes Jahr im Februar auf dem Trainingsgelände von Real Madrid auf die MLS-Saison vorbereiten.

### Beijing Guoan F.C.
Im November 2005 unterzeichnete Real Madrid ein Abkommen mit dem chinesischen Finanz- und Investmentunternehmen CITIC. Real Madrid unterstützt den firmeneigenen Erstdivisionär Beijing Guoan, im Gegenzug hilft die Citic-Gruppe den Madrilenen über ihre Tochtergesellschaft Guoan beim Marketing in China.
Im März 2006 beauftragte Real Madrid den ehemaligen Direktor der klubeigenen Fußballschulen in Mexiko, Xabier Azkargorta, das Amt des Sportlichen Leiters bei Beijing Guoan zu übernehmen.

## Fundación Real Madrid
Die Fundación Real Madrid ist eine Stiftung, die von den Vereinsmitgliedern über die cuota social (Sozialquote) sowie durch Spenden und Sponsoren finanziert wird.
Ihr Ziel ist es die sozialen und kulturellen Werte das Sportes im Allgemeinen und des Vereins im Besonderen, in den Dienst der Gesellschaft zu stellen.

### Sportliche Tätigkeit
- Betrieb von insgesamt 34 Fußball- und Basketballschulen in Spanien sowie drei in Mexiko.
- Alljährliche Fußball und Basketball Sommercamps.

### Kulturelle Tätigkeit
- Foro Luis de Carlos (Diskussionsforum zu diversen Themen des Sportes, mit Einbindung von bekannten Persönlichkeiten).
- Berufsberatungsseminare für sämtliche Mitglieder und Angehörigen der Jugendabteilungen des Klubs.
- Master im Bereich Sportjournalismus (in Zusammenarbeit mit der Universität Rey Juan Carlos und der Sportzeitung Diario AS).
- Betrieb des Dokumentationsarchives sowie Vorbereitung, Exponatssammlung und Archivierung für das Klubmuseum.
- Arbeitsgruppe zum Thema Gewalt im Sport.
- Ausbildungsseminare für Sportlehrer.
- Stiftungs-Zeitschrift über aktuelle Projekte.
- Erstellung von Broschüren für Schulen, zur Förderung der sportlichen Werte und gegen Gewalt.
- Programme für Ex-Sportler zum Einstieg ins Berufsleben.

### Soziale Tätigkeit
- Integrative Sportschulen im Ausland (derzeit in Argentinien, Mexiko, Uruguay, Chile, Bolivien, Ecuador, El Salvador, Honduras, Panama, der Dominikanischen Republik sowie Marokko).
- Integrative Sportschulen für Immigranten in Spanien.
- Integrative Sportschulen in Gefängnissen.
- Integrative Sommercamps für behinderte und gesunde Kinder (in Zusammenarbeit mit der Blindenorganisation ONCE).
- Organisation von diversen Ehrenamtlichen Sozialdiensten in Krankenhäusern, Schulen und Altersheimen
- Basketball in Kinderkliniken.

## Real Madrid – UEM-Masterstudiengänge
Im Sommer 2006 gründete Real Madrid in Zusammenarbeit mit der Europäischen Universität Madrid eine Art Fußballuniversität. Unter dem Namen Escuela de Estudios Universitarios Real Madrid – UEM werden insgesamt zehn Aufbaustudien zu den Bereichen Sport und Gesundheit, Sportmedizin, Medien, Betriebswirtschaft, Physiotherapie sowie Sportunternehmensführung angeboten.
Generaldirektor dieser Fußballuniversität ist gegenwärtig der ehemalige Spieler und sportliche Leiter Emilio Butragueño.